# 冷战
冷戰（英語：Cold War）是指第二次世界大战后以美國為首的傳統西方列強及其盟國（西方陣營）與以蘇聯為首的共產主義國家及其盟國（東歐集團）間长达近半世纪的政治和区域军事對抗。一般来说，冷战开始于1947年“杜鲁门主义”的提出，结束于1991年的蘇聯解體。在二戰結束後，原先對抗由德國、意大利和日本領導的軸心國的美國和蘇聯随即成為两个争夺世界意识形态和政治经济体制霸权的超級大國。因美蘇所持的大量核武器可以為对方帶來相互保證毀滅的能力，双方未正式开战，因此这段历史时期被称为冷战时期。
在此期间，美苏关系的紧张程度和对抗的激烈程度也在不断变化。一些重大历史事件包括柏林封鎖（1948年—1949年）、朝鲜战争（1950年—1953年）、第二次中東戰爭（1956年）、古巴飛彈危機（1962年）、越南战争（1955年—1975年）、蘇聯－阿富汗戰爭（1979年—1989年）、蘇聯擊落大韓航空007號班機（1983年）、北約優秀射手演習（1983年）等。雙方也透過軍事的結盟、戰略部隊的佈署、對第三國的支援、間諜和宣傳、科技競爭（如太空競賽）、核武器和傳統武器的軍備競賽來進行间接對抗。此外，美蘇也在第三世界國家進行了一系列政治和軍事的衝突，包括了拉丁美洲、非洲、中東、東南亞地帶。為了減緩核戰爭的風險，兩方曾在1970年代試圖以緩和政策減緩軍事對立。
從1980年代開始美國就在總統隆納·雷根政府的執政下，對蘇聯發起了一系列外交、軍事和經濟上的攻勢，再加上社会主义阵营本身內部矛盾（如中蘇交惡、苏南冲突等），以及計劃經濟發展陷入了嚴重的停滯，因此，在1980年代中期，蘇聯在新任蘇共中央總書記戈巴契夫的領導下，實施了經濟改革（1987年）、開放政策（1985年）。然而東歐國家從蘇聯獨立的傾向卻只增不減，尤其以波蘭團結工聯最為突出。種種壓力累積之下，戈巴契夫在1989年停止了對東德的支援，導致了蘇聯旗下的衛星國在數週內一一脫離，令蘇聯最後在1991年12月25日徹底解體，資本主義反共陣營取得勝利。在冷戰結束後，美國成為了世界上唯一的超級大國。冷戰使當時無數國家命運和人民的生活都發生重大改變，留下影響更有不少存留至今。此外冷戰中核戰爭、間諜戰、高科技軍備等成分也成為了大眾文化常見題材。

## 詞源
第二次世界大戰結束時，英國作家和小說家喬治·歐威爾在一篇於1945年10月19日Tribune報紙上發表的專欄文章裡，使用「冷戰」一詞來描繪活在核戰爭陰影下的世界，並且警告這樣的世界將會是「沒有和平的和平」。奥威爾說，他所謂的冷戰，是指蘇聯和西方國家之間的意識形態衝突。他在1946年3月10日的觀察家報上寫道：「在去年12月的莫斯科會議後，俄國已經開始準備向不列顛和大英帝國發起一場『冷戰』」。
而最先使用這一個詞來形容二戰後，美國與蘇聯與其各自盟國之間的地緣政治衝突的，則是美國的投資家兼政治顧問伯纳德·巴鲁克，他在1947年4月16日南卡羅來納州的一場演講裡提到：「我們必須面對現實，我們今天就活在一場冷戰之下」。報紙專欄作家沃爾特·李普曼曾廣泛使用這一個詞，他自稱該詞的靈感是來自於1930年代法語的“la guerre froide”（冷戰）一詞。

## 背景

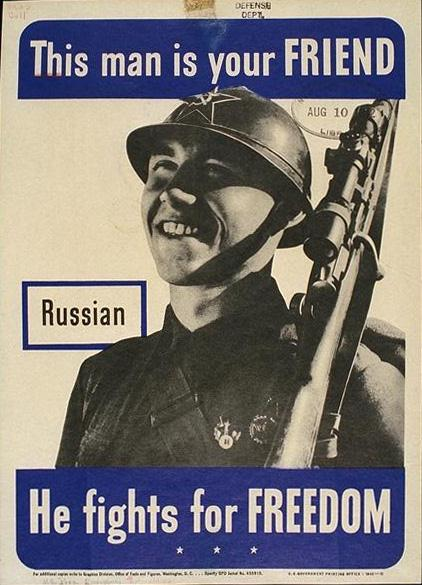
第二次世界大戰時身為同盟國的美國以海報描繪一個友善的俄國士兵。海报标题意为：“此人是你的朋友，他为自由而战。”

歷史學家對冷戰的根源和起始點持有不同看法。儘管俄羅斯帝國在19世紀時，便已經與美國和其他歐洲國家存在一些緊張的關係，可是大多數歷史學家認為冷戰是在二次世界大戰之後開始的，也有人則主張它是開始於第一次世界大戰末期的1917年俄国革命。
在1917年的布爾什維克革命以及俄國從一戰退出後，蘇俄作為第一個共產主義國家，在國際上發覺自身為國際間所孤立，其領導人列寧說蘇聯被「敵對的資本主義者包圍」，並且認為外交是一種可以用來分化蘇聯敵人的武器，進而創建了共產國際，企圖以此出口共產革命到世界各地。在其之後的史達林則視蘇聯為一個「社會主義島嶼」，認為蘇聯應該將當前「資本主義的包圍圈，轉換為社會主義的包圍圈」。早在1925年，史達林便稱他對國際政治的認知是一個二元的世界，之中蘇聯扮演的角色是要吸引其他國家邁向社會主義，而資本主義國家也在同時吸引他國邁向資本主義，這種過程中的世界就有如一個「短暫穩定的資本主義體制」邁向其最終毀滅。
二戰前的許多事件就已經顯露出西方國家與蘇聯之間的彼此不信任和猜忌，以及布爾什維克與資本主義之間的衝突。在俄國內戰中西方國家支持了反布爾什維克的白軍，而在1926年蘇聯所資助的一場英國罷工活動則導致英國與蘇聯宣布斷交。史達林在1927年聲稱會與資本主義和平共存的言論也沒有實現，早在1928年史達林便在迫害政敵的作秀公審裡宣稱英國和法國企圖在蘇聯推動政變，美國在1933年前也一直拒絕承認蘇聯，同時大整肅裡的莫斯科審判則有大量史達林政敵被指稱與英國、法國、日本、或納粹德國勢力勾結或進行間諜活動。儘管如此，蘇聯和美國在戰間期整體上是保持孤立主義的態度。
蘇聯最初與納粹德國簽訂了互不侵犯條約。但不久後的1941年6月，德國入侵蘇聯，而日本則在1941年12月偷襲珍珠港，于是蘇聯與盟國結成了權宜的同盟，英國與之簽下正式的外交協定，而美國則是非正式的約定。在二戰中，美國透過租借法案给英國和蘇聯提供了大量的戰略物資和軍工生產，對蘇聯的最後獲勝發揮了關鍵性的作用。然而史達林仍然對西方國家持強烈的懷疑態度，並且一直認為西方盟國有意讓蘇聯與納粹德國自相殘殺，延後諾曼地登陸、開辟歐洲第二戰場的時間，藉此削弱戰後蘇聯的地位，蘇聯對西方的態度也因此一直保持著強烈的猜忌和敵意。事實上，相對於英法等，蘇維埃的勢力於二戰後顯得過於龐大，也將招致列強對國際關係再平衡的阻撓。

## 二戰結束（1945-1947）

### 戰時對於戰後歐洲的布局的讨论

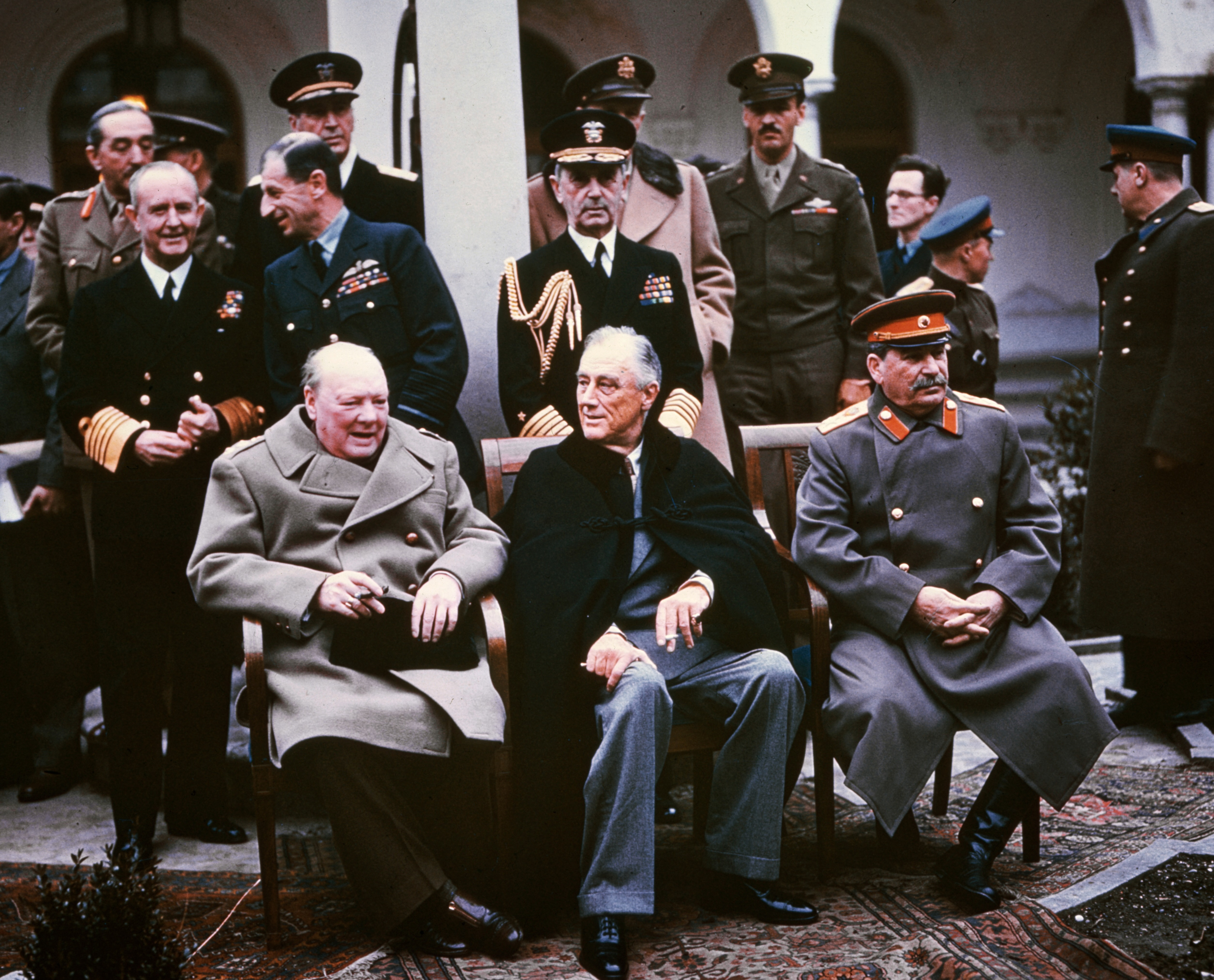
雅爾達會議中的「三巨頭」：羅斯福、邱吉爾、史達林，1945年

盟國之間對於戰後歐洲的去從、國界的變更等等抱持著不同看法，雙方各自持有他們認為應該用來確保戰後權力分配的計畫。西方盟國認為一個穩定的國際體制應該是由許多議會民主的國家所組成，透過國際組織來協調各國之間的紛爭，而蘇聯則主張因為其在戰時受到龐大的死傷（估計為2700萬人）和經常受到侵略的可能性，自認其有權支配鄰近的國家來確保自身安全。在戰爭還在進行的同時，史達林便已經開始有系統的訓練各國的共產主義份子，希望在紅軍攻抵歐洲各國後可以馬上樹立一系列忠於莫斯科的共產政權。在紅軍抵達這些國家後，蘇聯的人員便立刻控制媒體，尤其是無線電台，並且迫害獨立的公民組織，從青年團體、學校、教堂、其他政黨等等都被禁止，同時社會主義統一指揮的體制，對於戰後重建階段與新興獨立國家來說有很大幫助，政績亦使共產政權坐大。為了從二戰中復原，史達林計畫在戰後先與英國和美國保持和平，以求蘇聯國內的重建和經濟成長。
西方盟國對於戰後的布局也有不同意見，羅斯福的目標是在歐洲和亞洲取得軍事勝利、建立一個世界和平組織，而邱吉爾與蘇俄類似，注重於地緣關係、大英帝國的生存和對地中海地區的控制、以及確保東歐國家扮演英國與蘇聯之間的緩衝國，羅斯福的目標相較更為全球化。
從當時美國決策者的觀點來看，蘇聯是一個可以結盟的對象，而英國的角度則將蘇聯視為是他們安全的重大威脅。隨著蘇聯佔領東歐各國，史達林在談判桌上要挾英美兩國的籌碼也越來越多。羅斯福與邱吉爾兩人的不同使他們各自與蘇聯進行了獨自的協定，在1944年10月邱吉爾到莫斯科協商，他答應將巴爾幹半島切為數個不同的勢力區塊，而羅斯福則在雅爾達會議上與史達林就亞洲的部分達成協定，但拒絕支持邱吉爾對於波蘭和歐洲劃分的看法。
1945年2月的雅爾達會議對戰後在亞洲等地的權力布置達成一定共識，但對歐洲的劃分仍然無法達成協議。羅斯福在1945年4月12日去世後，接替他的哈瑞·杜魯門對史達林抱持懷疑態度，並開始倚重一群外交政策上的菁英作為顧問。蘇聯不顧邱吉爾和杜魯門兩人的反對，在波蘭扶植了共產黨的親蘇政權，這一舉動也導致反對蘇聯的波蘭流亡政府無法回國重組政府。

二戰後盟軍佔領下的德國

隨著盟國在1945年5月成功擊敗德國，德國投降，第二次世界大戰歐洲戰場的結束。蘇聯佔領了東歐等前納粹德國盟國如匈牙利、羅馬尼亞、保加利亞。，而美國和西方盟國則控制西歐。在盟軍佔領下的德國，蘇聯、美國、英國和法國各自設置了佔領區塊，成為四國共治的局面。
隨著聯合國憲章在1945年6月的簽訂，多國組成的聯合國由此誕生，然而其安全理事會的執行權力被其成員國所持有的否決權所限制。聯合國之後也在實際上淪為一個各國用以發表各自言論的場合，而蘇聯則僅將其視為是一種宣傳的管道。

### 波茨坦會議和日本投降

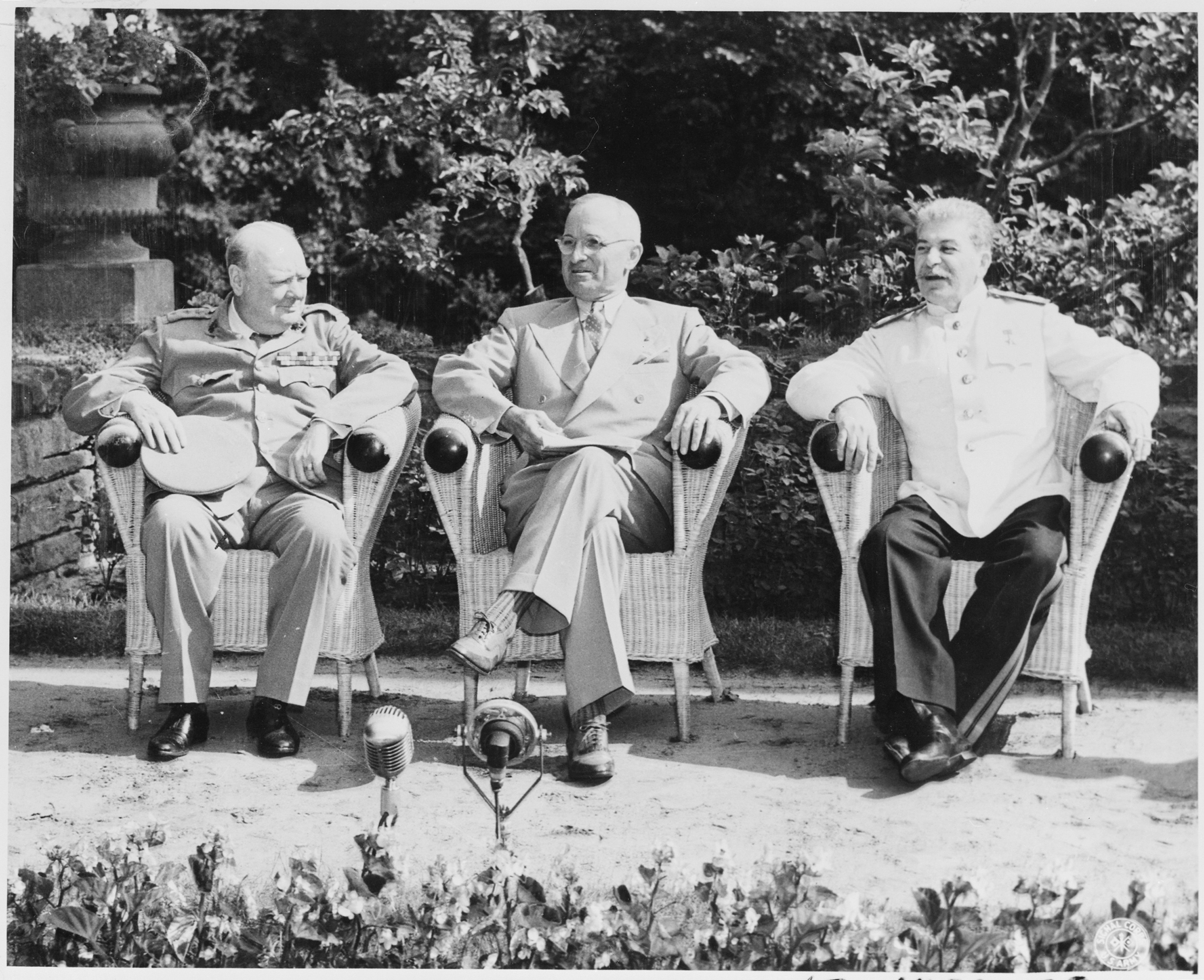
溫斯頓·邱吉爾、哈利·杜魯門以及斯大林在波茨坦會議，1945年

在德國投降後不久的波茨坦會議上，盟國對於德國和東歐未來的布局產生重大分歧，參與討論的各國之間對彼此的不信任和爭論言語也證實了他們對彼此一直以來的猜忌，在會議上杜魯門向史達林透漏美國已經擁有了一種強大的新武器。
史達林早已得知美國在研發原子彈，並且早已在暗中推動蘇聯本身的原子彈發展，也因此對此消息沒有很驚訝，他在會議中稱他很高興美國發展出了可以用來對抗日本的新武器。一個星期之後，美國在廣島與長崎投下原子彈，在原爆之後，史達林向美國抗議杜魯門沒有提供蘇聯在佔領日本上的地位。

### 東方集團的開始
早在二戰開始的時候，蘇聯便在簽訂德蘇互不侵犯條約之後吞併了許多國家為其加盟共和國，包括了波蘭東部、拉脫維亞（拉脫維亞SSR）、愛沙尼亞（愛沙尼亞SSR）、立陶宛（立陶宛SSR）、芬蘭的一部分（卡累利阿-芬蘭SSR）以及羅馬尼亞的東部（摩爾達維亞SSR）。
而從納粹德國手中由蘇聯紅軍佔領的東歐國家被蘇聯一一變成東方集團的衛星國，包括了德意志民主共和國、波蘭人民共和國、保加利亞人民共和國、匈牙利人民共和國、捷克斯洛伐克社會主義共和國、羅馬尼亞社會主義共和國、阿爾巴尼亞社會主義人民共和國。從波羅的海各國到中歐，西方盟國儘管對於蘇聯藉由豎立共產政權的擴張表示憂心和質疑，但卻沒有即時採取實際行動支持那些國家反共的人民和波蘭流亡政府等組織進行民族自決的權利，這在後來被波蘭和東中歐國家人民稱為是西方盟國的背叛。後來英美兩國向蘇聯讓步，承認了這些共產國家的合法性，使得雅爾達會議裡原先約定的戰後權力分配正式破產。
蘇聯式的政權在東歐的擴散不但在那些國家施加了蘇聯式的計畫經濟，同時史達林也對他們進行了殘暴的統治，以蘇聯的祕密警察來打壓和迫害存在的和潛在的反對者。隨著史達林統治而來的，是由拉夫連季·貝利亞率領的NKVD在東歐各國進行的共產權力鞏固，鎮壓各國反共的勢力。只要被蘇聯扶植的傀儡政權有任何的反抗意識出現，史達林便重複其戰前的策略，將反抗者除權，並且進行作秀的審判，然後監禁或處決。
在亞洲，紅軍於戰爭結束前的最後階段進攻並佔領了滿洲國，並且佔領了朝鮮半島38度線以北的大片土地。隨著蘇聯的坐大，溫斯頓·邱吉爾便已開始憂心蘇聯對東歐的龐大控制，加上史達林的不可靠特質，會使得蘇聯成為西歐的最大威脅。很快的，英法等國決定欲與美國交好以反制蘇俄，而美國的介入更加劇了歐洲的東西對立。

### 準備新的戰爭
在1946年2月，喬治·凱南從莫斯科向美國發回了一則「長電報」，電報中闡述他對於蘇聯內部社會和對外政策的深入分析，認為美國與蘇聯的長期衝突是不可避免的，並且主張以圍堵政策對付蘇聯。這則電報對美國政府決策者的影響巨大，並且成為之後美國數十年用以對付蘇聯的策略基礎。而同一時期蘇聯的維亞切斯拉夫·莫洛托夫也主筆了一篇傳回莫斯科的電報，主張美國是一個獨斷的資本主義勢力，並宣稱美國正在「準備贏得一場新的世界大戰的有利條件」。
在1946年9月6日，美國國務卿詹姆斯·伯恩斯在德國發表一場演講，重申美國對於西德人民的重視，批評小亨利·摩根索所提出的要在戰後德國去除工業化的計畫，並且向蘇聯警告美國將會在歐洲維持無限期的軍事部署。如同伯恩斯在一個月後所說的「我們的目的是為了贏得德國人民的支持...這是一場我們與俄國之間贏得民心的鬥爭...」。
在「長電報」發表後不久，英國前首相溫斯頓·邱吉爾在密蘇里州富爾頓威斯敏斯特學院發表了鐵幕一演講，呼籲英美聯盟對抗蘇聯，並指控蘇聯在「從波羅的海的斯德丁到亞得里亞海的第里雅斯特」之間建立起了「一道鐵幕」。

## 冷戰的開始（1947-1953）

### 共產黨情報局与蘇聯-铁托分裂
在1947年9月蘇聯創建了共產黨情報局，用以確保國際間共產主義運動的正統性，以及藉此來保持蘇聯對其東歐衛星國和各地共產政黨的嚴密政治控制，然而共產黨情報局在隔年便踢到鐵板，南斯拉夫的約瑟普·布羅茲·狄托決定與蘇聯分裂，也因此被逐出共產國際，並且一直保持不結盟的態勢。1953年斯大林去世后，继任的苏共中央第一书记赫鲁晓夫采取和解政策，苏南两国关系才正常化。

### 圍堵政策與杜魯門主義

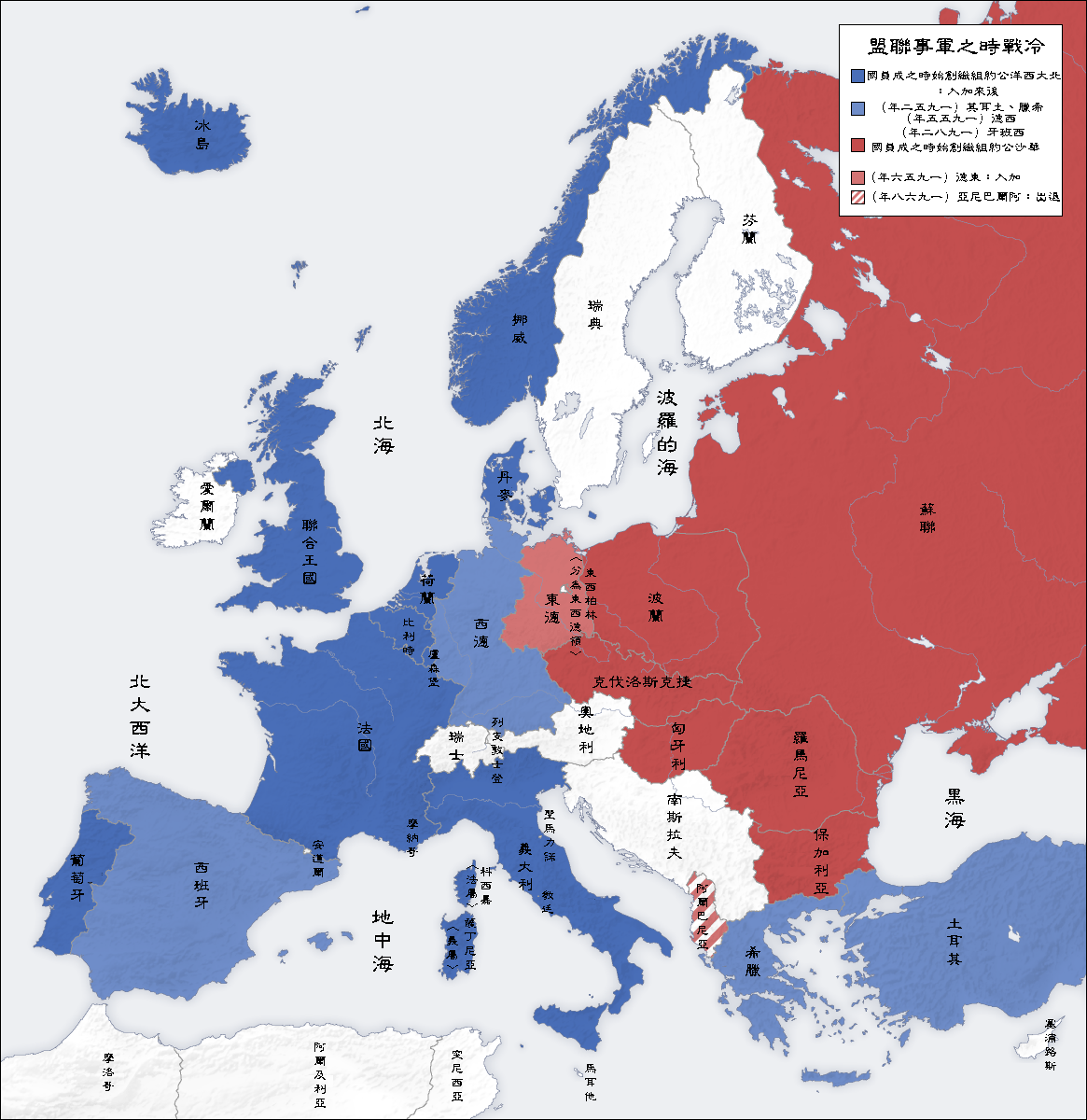
冷戰時歐洲格局圖

在1947年，美國總統哈瑞·杜魯門的顧問勸他採取行動以遏制蘇聯的擴張，指出史達林的許多趁著戰後混亂和權力重組而進行的權力擴張，已經導致另一場戰爭爆發的可能。在1947年2月，英國政府宣布他們無法繼續在希臘內戰中支持君主政權抵擋共產黨的游擊隊。
美國對於蘇聯的擴張採取了圍堵政策，其目標為停止共產主義的繼續擴張。杜魯門在一則演講中主張分配4億美元資金以介入希臘的內戰，並且提出了杜魯門主義，將這場內戰定義為自由人民與極權主義政權之間的對抗。儘管希臘共產游擊隊是由與蘇聯分裂的南斯拉夫的狄托提供主要支援，美國仍指控蘇聯暗中企圖顛覆希臘的君主政權以圖擴展蘇聯的影響。
杜魯門主義的出現也代表了美國共和黨與民主黨兩黨間持續了數十年的對於圍堵政策的支持共識形成，儘管這種共識在越戰後會開始弱化。西歐各地的溫和派和保守派政黨乃至於社會民主主義政黨都對西方國家的結盟給予支持，而由KGB資助扶植的美國和歐洲共產黨組織則一貫遵從莫斯科的指令和宣傳路線，並且暗中協助蘇聯的間諜情報活動，雖然仍有少數異議份子存在。除此之外，在西方國家反對圍堵政策的還包括反越戰運動、核裁軍運動、以及其他主張美國單邊裁武的「和平主義」組織和行動份子，儘管這些團體大多都由蘇聯所暗中資助和控制。

### 馬歇爾計划与捷克斯洛伐克政變

冷戰時期歐洲各國獲得馬歇爾計畫援助的數量比較圖

柏林在戰後由英美法蘇四國託管的區域劃分

在1947年初，英國、法國和美國與蘇聯進行有關德國未來的會談以失敗告終，此會談本來希望建立一個經濟上自給自足、由蘇聯移除主要工業產能和基礎設施的德國。在1947年6月，依據杜魯門主義，美國開始實施馬歇爾計畫，承諾向所有歐洲國家提供經濟上的協助，包括蘇聯在內。
馬歇爾計畫的目標是為了要重建歐洲的民主和經濟體制，以控制在歐洲開始出現的共產坐大和權力失衡，避免從戰爭重建中的各國被共產政黨奪取政權，馬歇爾計畫同時主張歐洲的繁榮必須依靠德國經濟的復甦。一個月之後杜魯門簽下了1947年的國家安全法，宣布建立統一的國防部、中情局（CIA）、国家安全委员会（NSC），這幾個機構會成為未來美國用以進行冷戰政策執行的主要政府體系。
史達林認為若是容許東方集團與西歐進行經濟上的整合，會導致他們脫離蘇聯控制，同時認為美國是試著要透過金錢收買歐洲，也因此他拒絕讓蘇聯接受馬歇爾計畫的支援，並且阻止旗下的鐵幕各國接受美國的資助。同時蘇聯則提出莫洛托夫計劃作為與馬歇爾計劃抗衡的方案，在1949年1月由共產黨情報局體制化。史達林同時恐懼一個重建的德國，他認為戰後的德國不該擁有任何重新武裝的能力，如此一來才不會對蘇聯造成未來的威脅。
在1948年初，原先是東方集團國家裡唯一還保持著民主體制的捷克斯洛伐克內部不遵從蘇聯領導的「反動勢力」開始增長，蘇聯於是發動了二月政變，推翻了受民意支持的貝奈斯政府，改以忠於莫斯科的共產黨政權哥特瓦爾德政府替代。這場政變突出的殘暴性震驚了西方各國，最後使得美國國會裡原本對馬歇爾計畫還抱持反對態度的少數人也改變立場。
杜魯門主義和馬歇爾計畫的雙管齊下替西歐、希臘、土耳其等國帶來數十億的經濟和軍事援助，在美國的支援下，希臘的政府最後戰勝了共產黨的游擊隊。義大利的天主教民主黨則在1948年選舉中擊敗了有相當聲勢的共產黨和社會黨聯盟。在此同時，鐵幕的迅速鞏固和控制加壓也引發了大量雙方互相進行的情報和間諜活動、外交上的斷絕、以及越來越多東方集團逃往西方的叛逃者。

### 銮披汶·颂堪再度上台后的泰国
銮披汶·颂堪在1948年4月8日带领政变集团发动政变，随着国际环境的变化和铁幕的拉开，还有一系列反殖民斗争的胜利，使得美国和英国乐意在四月份认可披汶政府。披汶和他第一次上台时所做的一样，他发动了一次新的排华运动，采取一系列措施来限制华人的经济主导地位以及促进泰人商业发展。对于南方的伊斯兰叛乱，披汶上台后逮捕和囚禁了四个省的马来领袖，宣布伊斯兰教和马来组织非法。在这个时代，泰国的经济发展很快，局势很稳定，而且泰铢也很稳定，围绕在20泰铢兑换1美元上。
美国在亚洲把泰国看作一个对抗共产主义的独立国家和一个地区强国，其使命是遏制该地区的共产主义。泰国是第一个派遣军队参与联合国朝鲜战争作战的亚洲国家，1954年泰国成为东南亚条约组织的地区基石。与当时的邻国相比，泰国是强大和稳定的，尤其在披汶执政之后。随着一个接一个共产主义的挑战，美国增加了对泰国的依靠和援助。1951-1957年间，泰国是1.49亿美元经济援助和2.22亿美元军事援助的受益者。经济援助还包括扩展曼谷港口的工作以及改进高速公路和铁路交通。

### 柏林封鎖和空運

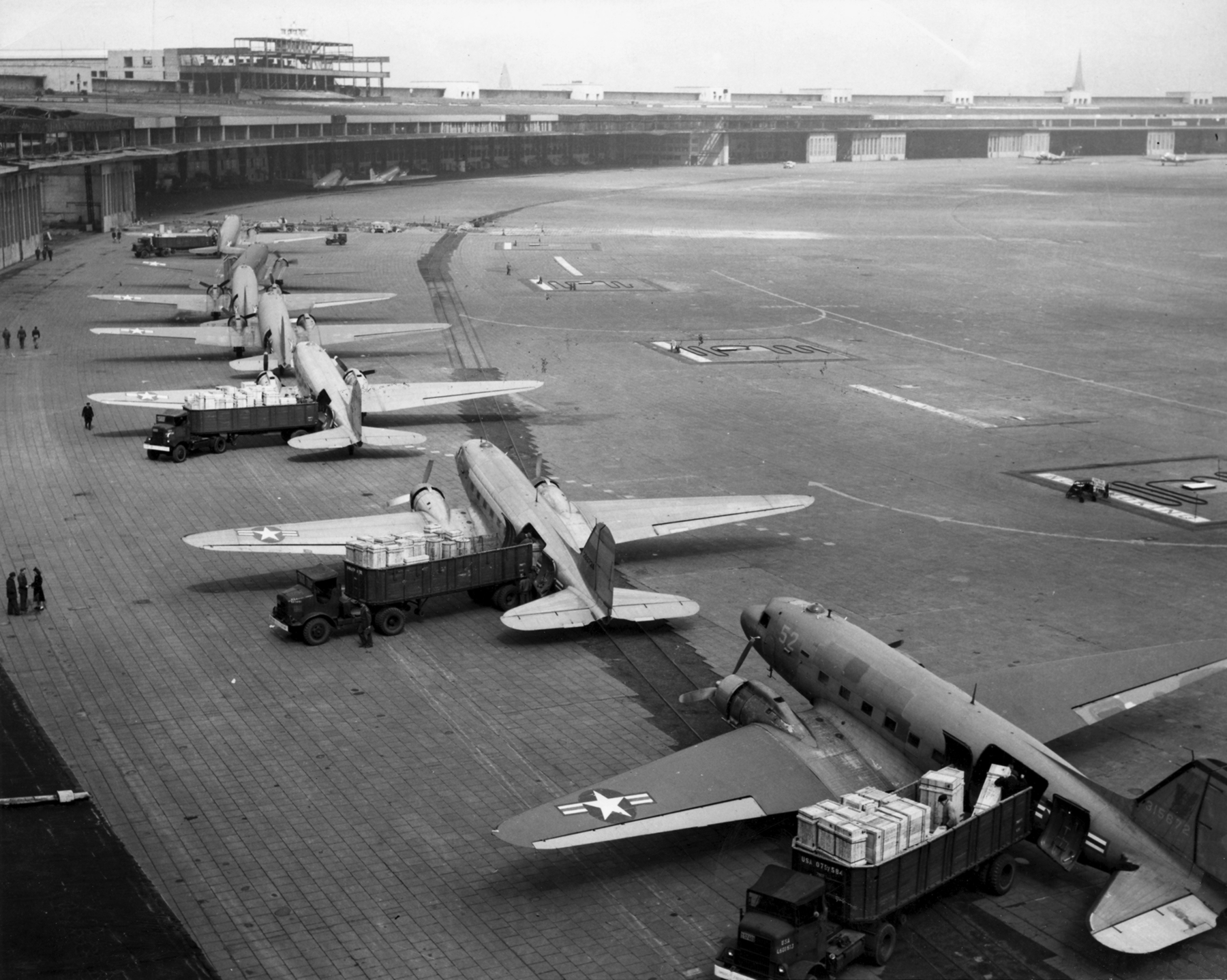
柏林封鎖中，載滿補給品的C-47運輸機在滕珀爾霍夫機場卸貨

美國與英國在1947年1月1日將他們各自控制的西德區域合併為一區塊，接著法國也在1949年4月加入。為了重建德國的經濟體，西歐各國和美國的代表在1948年初協商宣布將建立一個統一的西德聯邦政府。除此之外，隨著馬歇爾計劃的推行，他們決定將讓德國重新工業化並且重建經濟，包括了以德國馬克取代已被蘇聯所貶值的國家馬克。
不久之後，史達林便展開了柏林封鎖（1948年6月24日－1949年5月12日），成為冷戰中第一個主要的危機。在封鎖期間，蘇聯以其控制的東德地區圍堵西柏林，阻止食物、物資、和其他補給品進入城市。美國、英國、法國、加拿大、紐澳等國於是展開了龐大的「柏林空運」，透過貨機空運來提供西柏林居民食物和其他物資。
蘇聯對西方國家的政策展開了一系列的輿論攻勢，來自東柏林的共產黨人再一次的企圖於當年的柏林地方選舉中操弄結果（如同他們在1946年選舉中的舉動一樣），然而西柏林民眾則以86.3%的投票率大幅支持了非共產黨的政黨，300,000的柏林市民上街遊行，要求國際間的空運繼續進行，同時盟國空軍對柏林的物資提供則越來越多，甚至開始空運給小孩子的糖果。到了1949年5月史達林終於停止了封鎖。史達林後來在1952年提出一個要統一東西德的計畫，前提是西方盟國要從德國先行撤軍，然而西方國家斷然拒絕了此一提案，許多人並且質疑史達林的真實動機。

### 北約与自由歐洲電台

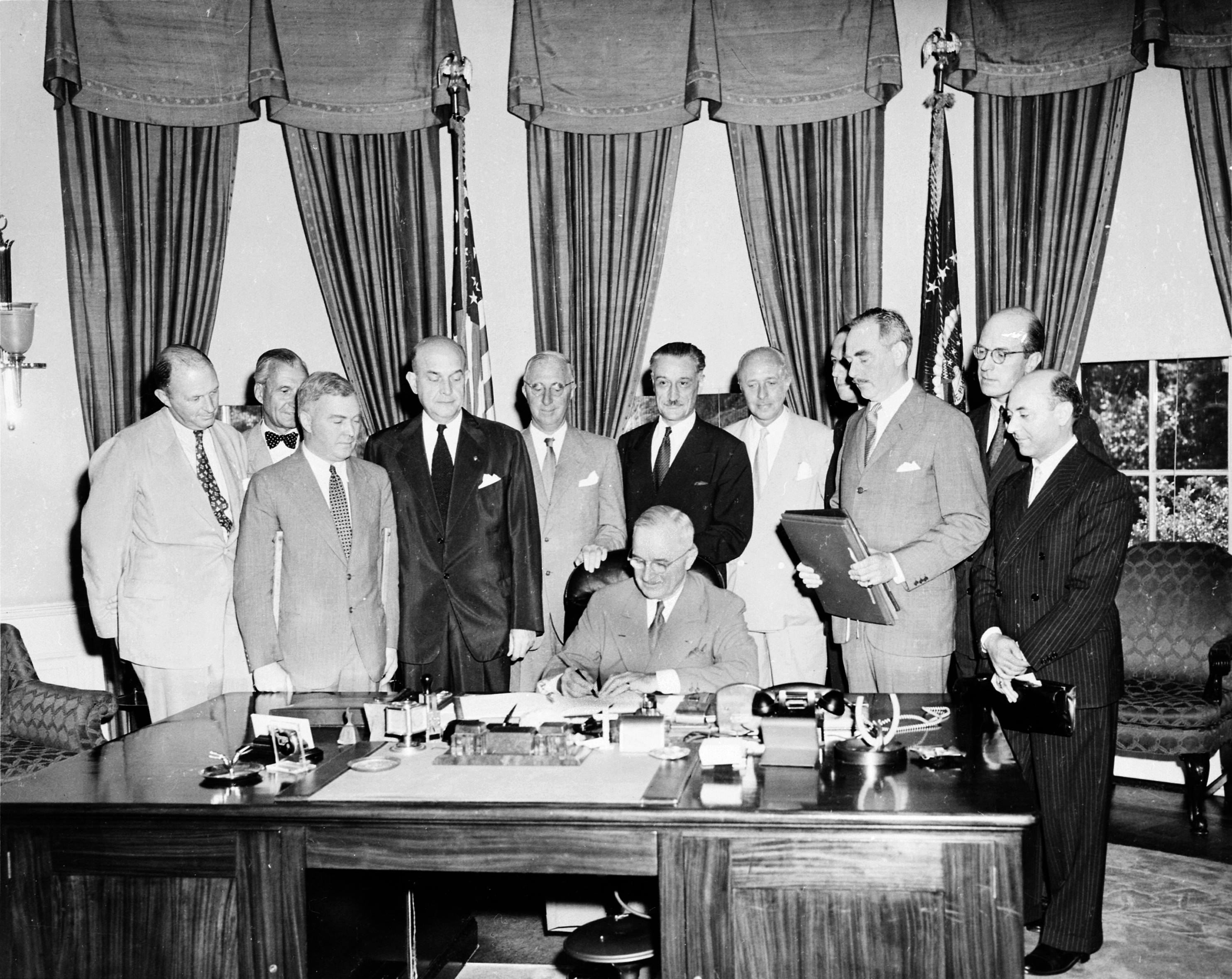
杜魯門總統在白宮簽下了北大西洋公約，1949年

英國、法國、美國、加拿大及其他八個西歐國家在1949年4月簽訂北大西洋公約，創建了北大西洋公約組織（NATO）。同年的八月蘇聯在哈薩克SSR的塞米伊引爆了第一枚蘇聯的原子彈。隨著蘇聯再次於1948年拒絕參加德國重建的計畫，美國、英國、和法國在1949年4月決定從他們控制的德國區塊中正式建立德意志聯邦共和國。蘇聯則在當年10月宣布從其控制的德國區域建立德意志民主共和國。
同一時期，蘇聯旗下的東方集團各國則透過由政府控制的媒體對其人民進行資訊的控制和宣傳，廣播、電視由政府所有，報紙則多為地方的共產黨所掌控。在這樣的宣傳體制下，蘇聯以馬克思主義理論攻擊資本主義，宣稱對勞工的剝削和對外的好戰是其本質。
而同時美國則在1949年創立自由歐洲電台，與BBC和美國之音一起，構成了西方國家對東歐和蘇聯人民的宣傳管道，以推動共產主義的和平解體為其目標。自由歐洲電台藉由對鐵幕內人民的廣播，提供除了共產官方宣傳以外的資訊途徑。自由歐洲電台代表了美國在冷戰早期的戰略，在當時喬治·凱南等人還認為冷戰最終會是透過政治途徑而非軍事手段來決定勝負。
美國的決策者，包括了凱南和約翰·福斯特·杜勒斯都承認冷戰在本質上是一場不同思想的戰爭。美國的情報單位CIA則透過一系列的情報和間諜活動，企圖在歐洲和發展中國家阻擋共產主義的支持和崛起。同時CIA也在國內發起了募款活動，藉由替自由歐洲電台募款來集結美國民眾對反共政策的支持。
在1950年代初，美國開始讓西德重新軍事化，並且在1955年讓西德加入了北約。在1953年5月拉夫連季·貝利亞曾經試著提議讓東西德統一成為中立國，試圖以此阻止西德加入北約，但並沒有成功。

### 第二次国共内战与東南亞條約組織的成立

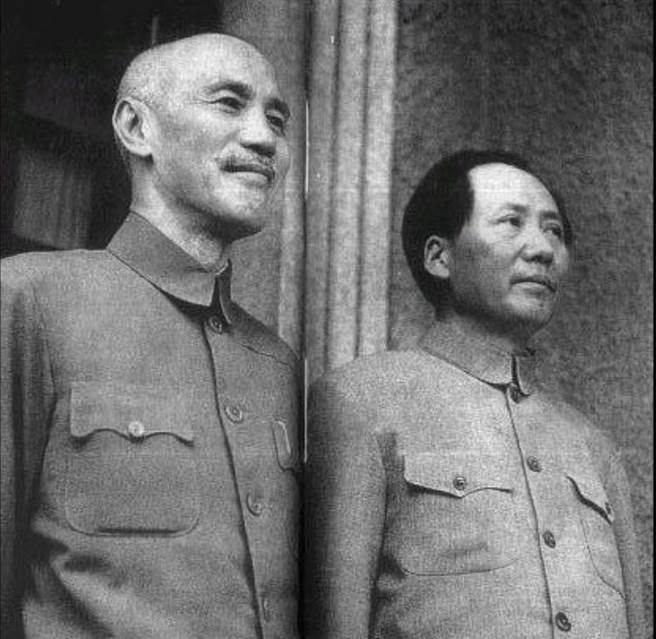
國、共兩黨領導人蔣中正（左）、毛澤東（右），於1945年重慶會談合影。之後中共在內戰中獲勝，國民黨則撤退台灣，形成兩岸分治至今

在1940年代末的國共內戰中，由中國共產黨中央委員會主席毛澤東领导的中國人民解放軍擊敗了由中國國民黨總裁蒋中正领导的中華民國國軍，蘇聯迅速承認了新的中華人民共和國政府並與之結盟，蒋中正和中華民國政府撤退至台灣地區。第二次國共內戰的結果，加上美國在1949年失去了對原子彈的獨壟地位，迫使杜魯門重新思考其策略，並且加速圍堵政策的佈署。在1950年的一份祕密文件中，美國國家安全委員會建議增強對西方盟國的支援，並且大幅增加國防預算，亦導致亞洲多國陷入軍事分裂局面。
美國也因此開始擴展於亞洲、非洲、拉丁美洲等地的圍堵政策，以防止由蘇聯支援的革命勢力再次令當地政府變為共產政權。在1950年代初期，美國正式與日本、澳大利亞、紐西蘭、泰國、和菲律賓（尤其是1951年的太平洋安全保障條約和1954年的東南亞條約組織）簽訂安全保障協定，並且在那些國家建立起長期的美軍基地。

### 朝鲜战争

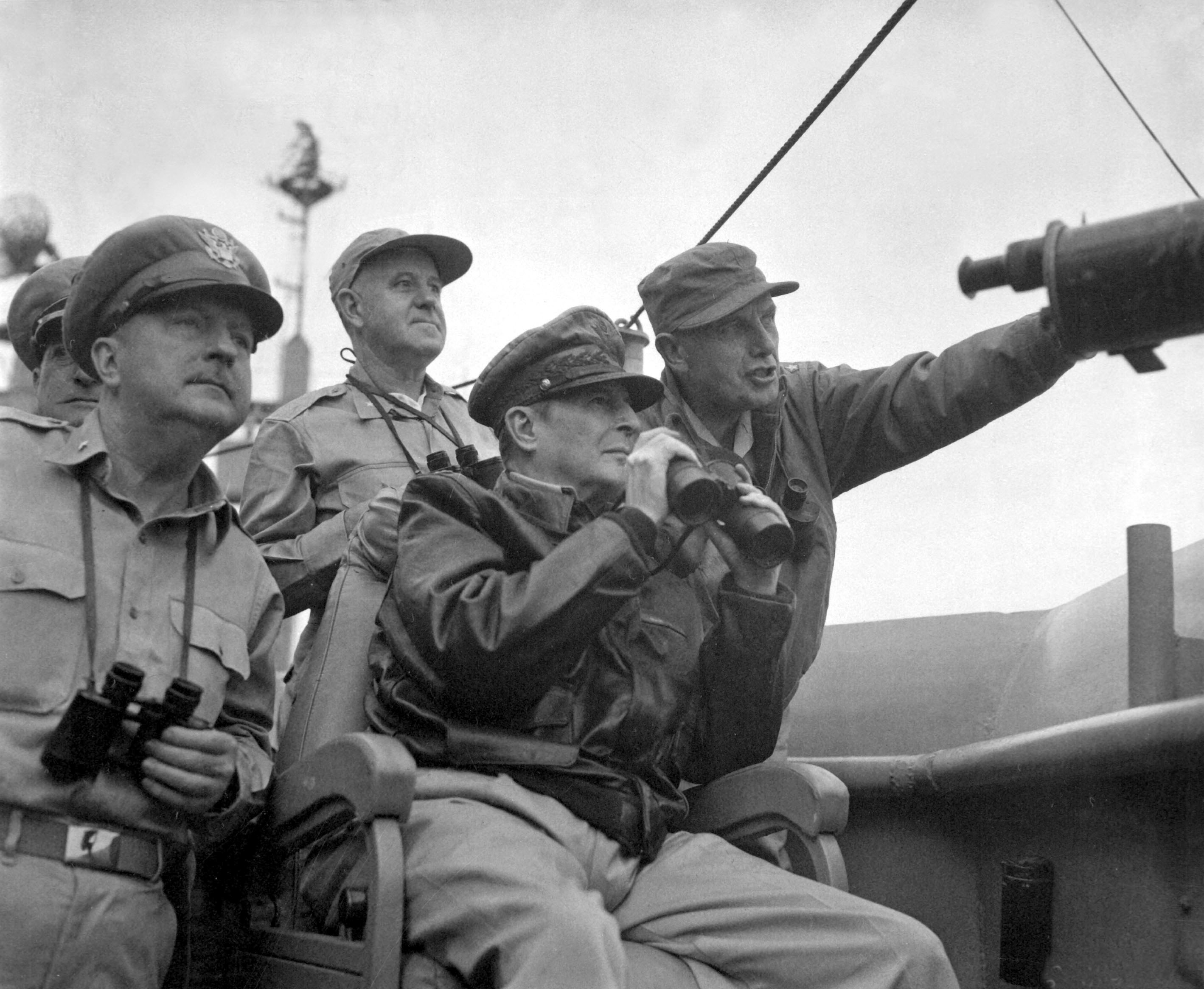
聯合國軍的指揮官道格拉斯·麥克阿瑟將軍，正坐在軍艦上觀看對仁川的炮轟行動，1950年9月15日

韓戰的爆發成為了影響早期圍堵政策的重要事件，1950年6月，北韓金日成領導的朝鮮人民軍入侵大韓民國，在入侵前史達林還親自替他「計畫、準備、展開」了整場侵略，提供朝鮮詳細的作戰計畫。然而，出乎史達林意料的是，聯合國安理會決議防衛韓國，由於當時蘇聯正在「抵制」聯合國承認中華民國而不是中华人民共和国擁有常任理事國的位置，因而無权投票否決聯合國出兵。組成聯合國軍的部隊除了韓國國軍、美軍、英聯邦軍（含英國、加拿大、澳洲、紐西蘭）外，尚有土耳其、法國、菲律賓、荷蘭、比利時、泰國等國家的部隊。
韓戰對冷戰的發展和參與各國都產生深遠的影響，促成了北約的軍事指揮結構產生。許多國家的人民對參戰的看法不一，例如在英國，反對和支持參戰的民眾呈現兩極化。許多人恐懼這場戰爭會演變為與共產中國的大規模戰爭，甚至爆發核戰。這場戰爭對英美關係造成了相當的壓力，英國政府試圖提早結束這場戰爭，希望讓聯合國託管統一的韓半島，並且迅速撤離所有外國軍隊。
1953年停戰後，由金日成統治的北韓成為一個高度中央集權的社会主义國家，並且到處豎立起對其自身的個人崇拜。而在韓國，美國支持的李承晚強人政府則僅依賴威權統治和貪汙維持其政權。李承晚於1960年被學生運動推翻後，韓國又再進入朴正熙、全斗煥等武將的軍事統治，多黨民主體制要到1987年冷戰接近尾聲時才重新出現。

## 危機和衝突升級（1953-1962）

1959年時北約與華約國家的軍隊數量對比

### 赫魯曉夫、艾森豪威尔与去斯大林化
在1953年，政治領導人的改變也轉換了冷戰的動向，德懷特·艾森豪威尔於當年1月20日就職為美國總統。在那之前，於杜魯門任內最後18個月之間，美國的國防預算整整增加了四倍。艾森豪威尔上台後稍微減緩了三分之一的國防預算，希望以更有效的方式來準備冷戰。
在1953年3月5日斯大林死後，其忠實追隨者貝利亞遭處決，尼基塔·赫魯晓夫成為蘇共中央第一書記和蘇聯部長會議主席，排除了格奧爾基·馬林科夫和維亞切斯拉夫·莫洛托夫等政敵。在1956年2月25日，赫魯晓夫在第二十次代表大會上公然譴責史達林的罪行，震驚了整個东方集团。他並且展開了一系列的去斯大林化政策，主張要改革去除斯大林政策的唯一方式是公開承認之前蘇共所犯下的錯誤。
儘管如此，赫魯晓夫並沒有放棄對於共產主義理念形式上的支持。他在1956年11月18日與一群西方大使會面時，著名的說出了：「不管你喜不喜歡，歷史是在我們這一邊的。我們總有一天會把你們給埋葬。」震驚在場的人。不過赫魯晓夫後來稱他指的並不是透過核戰贏得冷戰，而是主張歷史潮流必然會讓共產主義取代資本主義。在1961年赫魯晓夫宣稱雖然當時蘇聯在經濟上落在西方之後，但在十年之內蘇聯便會解決國內的住房短缺，同時生活物品也會變得豐裕，並且稱在二十年內蘇聯便會完成「一個共產主義的主要建設」。
艾森豪威尔的國務卿約翰·福斯特·杜勒斯則替圍堵政策提出了“新展望政策”，主張更大程度的倚賴核武器來對抗美國的敵人。杜勒斯同時闡述了「大規模報復」的原則，警告將會以全面的報復來應對任何蘇聯的入侵。在冷戰的這個階段，美國仍然持有核武器上的數量和技術優勢，這也使得艾森豪威尔可以在1956年的蘇伊士運河危機中不顧蘇聯的反對介入。

### 華沙条约与匈牙利十月事件

華沙条約國家的地圖

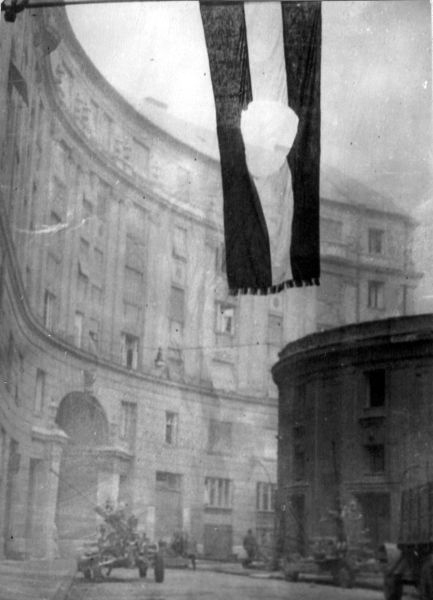
匈牙利十月事件中，被民眾將中間共產黨標誌去除了的匈牙利國旗。中間有洞的國旗成了这次事件的象徵

史達林的去世和赫魯晓夫的上台在1950年代初期稍微緩和了冷戰的緊張局勢，然而歐洲仍然處在緊繃的軍事對峙中。蘇聯在1949年便在東方集團建立了一個安全互助的防衛約定，接著在1955年將旗下各國正式透過華沙條約組織結成軍事同盟。
赫魯晓夫在1956年移除了匈牙利的斯大林主義的匈牙利勞動人民黨總書記拉科西·馬加什，不久之後便爆發了匈牙利十月事件。在匈牙利人民的推動下，新的政府解散了祕密警察、宣布將從華沙公約中脫離、並且承諾將舉辦自由的選舉。對此，蘇聯紅軍迅速的入侵，數千名匈牙利人被逮捕、監禁、或流放到蘇聯境內，同時大約200,000名匈牙利人在混亂中逃離匈牙利。改革派的匈牙利部長會議主席納吉·伊姆雷和其他人則在秘密審判後遭處決。
從1957年到1961年間，赫魯晓夫多次的威脅西方將進行核武的毀滅戰爭，他宣稱蘇聯的飛彈技術已經遠超過美國，還可以毀滅任何美國或歐洲的都市。不過，赫魯晓夫仍然拒絕相信史達林所稱戰爭是不可避免的理論，並且主張它的目的是為了要與西方「和平共存」。這個立場也改變了史達林時代的蘇聯態勢，拋棄了原先認為資本主義與社會主義間的階級鬥爭必將導致國際戰爭的衝突理論，改而認為和平的時期將可以促成資本主義的垮台，並且在同時間讓蘇聯有時間準備自身的軍事實力。這種想法要直到後來戈巴契夫時代將和平視為是目的而非手段時才會改變。
蘇聯對於匈牙利十月事件的武力鎮壓使得世界各地的共產主義政黨產生了內部衝突，尤其在西歐國家，許多西歐的共產主義政黨都因為見證了蘇聯對匈牙利的武力鎮壓而產生大量的退黨潮。西方世界的共產主義政黨在接下來幾十年都因而一蹶不起，無法脫離匈牙利十月事件的陰影如同南斯拉夫政治家密洛凡·德熱拉斯在革命被鎮壓後不久所說的「匈牙利十月事件對共產主義帶來的創傷是永遠都不會復原的」。

### 柏林最後通牒与歐洲整合

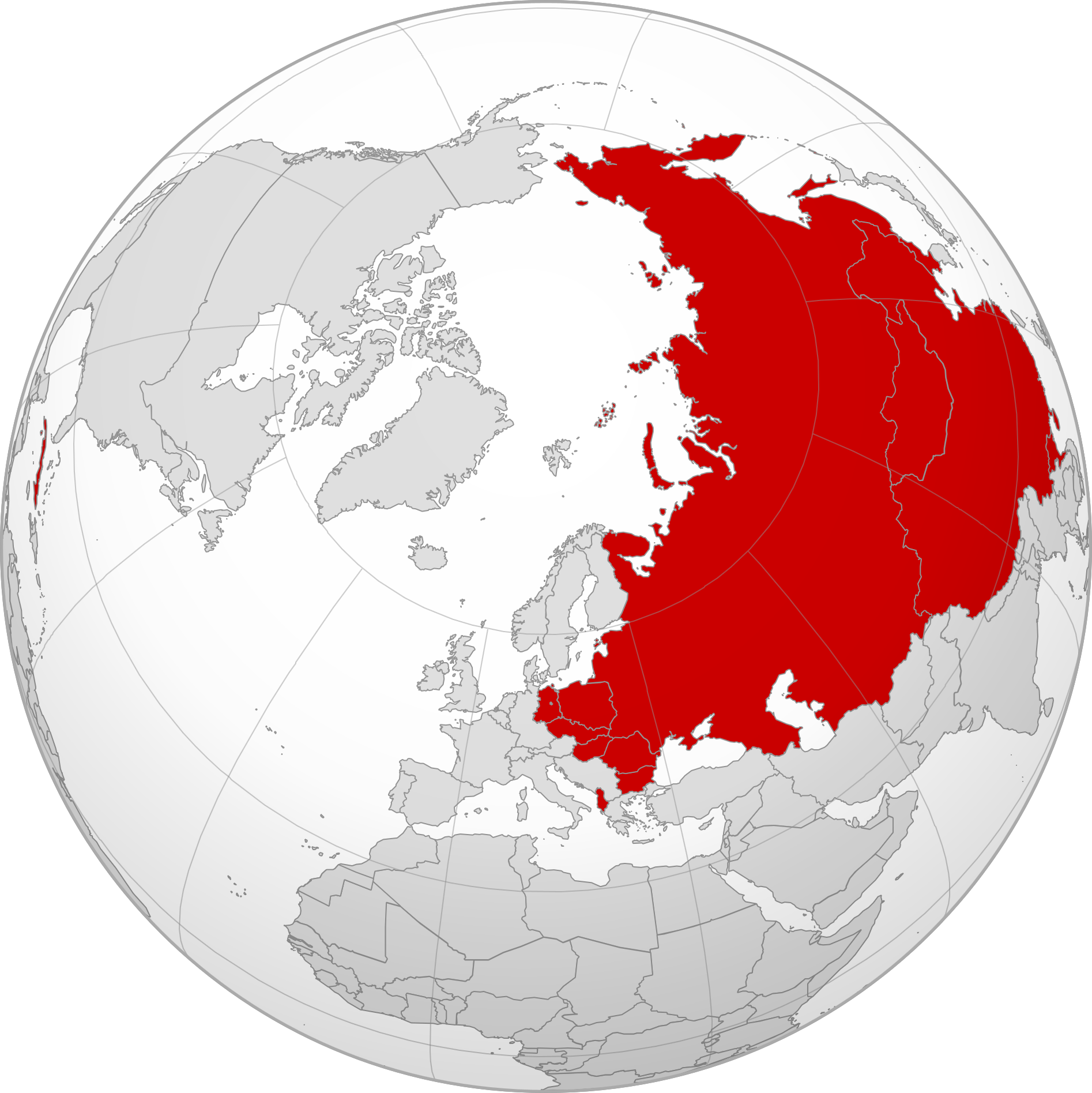
冷戰中蘇聯所達到最大勢力範圍時，也就是古巴革命之後、中蘇分裂之前的時期

在1958年11月，赫魯晓夫發給了西方一則「最後通牒」，要求美英法三國在六個月內將他們各自掌管的柏林區塊結合為一個獨立的、非軍事化的「自由城」，否則他將會把控制進出柏林的權力轉移到東德的手上。赫魯晓夫稍早曾經跟毛澤東這樣說：「柏林市就猶如西方的睾丸一般，每次我想讓他們尖叫，我就捏柏林一下。」然而北約在12月拒絕了赫魯晓夫的通牒，對此赫魯晓夫則做出了讓步，以換取透過日內瓦會談來決定柏林的問題。
在同一時期，1950年代的重要事件之一便是歐盟的整合開始。歐盟的出現是冷戰的附帶產品之一，杜魯門和艾森豪都在政治上、經濟上、和軍事上支持歐洲的整合，儘管後來的幾任總統的政府也開始對歐盟的推動抱持保留態度，擔心獨立的歐洲將會與蘇聯另外進行威嚇對立，如此一來會分裂西方國家的統一性。

### 第三世界的角力

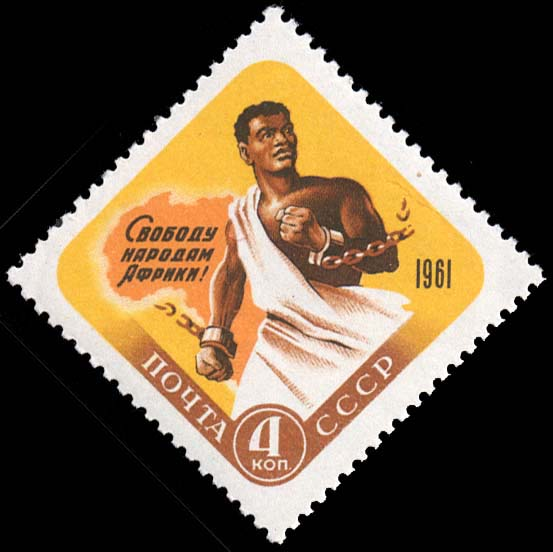
1961年蘇聯發行的支持非洲國家獨立的郵票

一些國家例如瓜地馬拉、印度支那、和印尼等地的民族主義運動被認為是與共產主義有所連結。在這樣的背景下，美國和蘇聯在1950年和1960年初不斷地在第三世界去殖民化過程中的許多國家進行散播影響力的競爭，蘇聯並認為殖民勢力的退去象徵了他們共產主義意識形態的最終勝利即將到來。雙方都向他們各自支持的團體販售或提供武器，這些國家亦在聯合國的投票上鼎力支持美蘇雙方。
美國利用中央情報局來影響對他們不友善的第三世界政府，並且支持親美的國家。例如在1953年策畫了伊朗政變以推翻穆罕默德·摩薩台，摩薩台當時國有化了英國持有的英伊石油公司，同時邱吉爾還指稱他有邁向共產主義的傾向。取而代之的則是親西方的沙王穆罕默德-礼萨·巴列维，成為了獨裁的君主政權，儘管巴勒維統治下的伊朗在冷戰中並不會扮演直接的角色。
中情局也主導了1954年的政變推翻瓜地馬拉的左派總統哈科沃·阿本斯·古斯曼，並且在那之後豎立反共的軍政府。而選擇不結盟的印尼總統、民族主義領袖蘇卡諾則在1956年面臨印尼國內各方企圖脫離雅加達控制的反對勢力，其中一些反抗軍因為反共主義的言語而受到中情局的支援，但最後蘇卡諾仍在軍事上平息了這些叛亂。

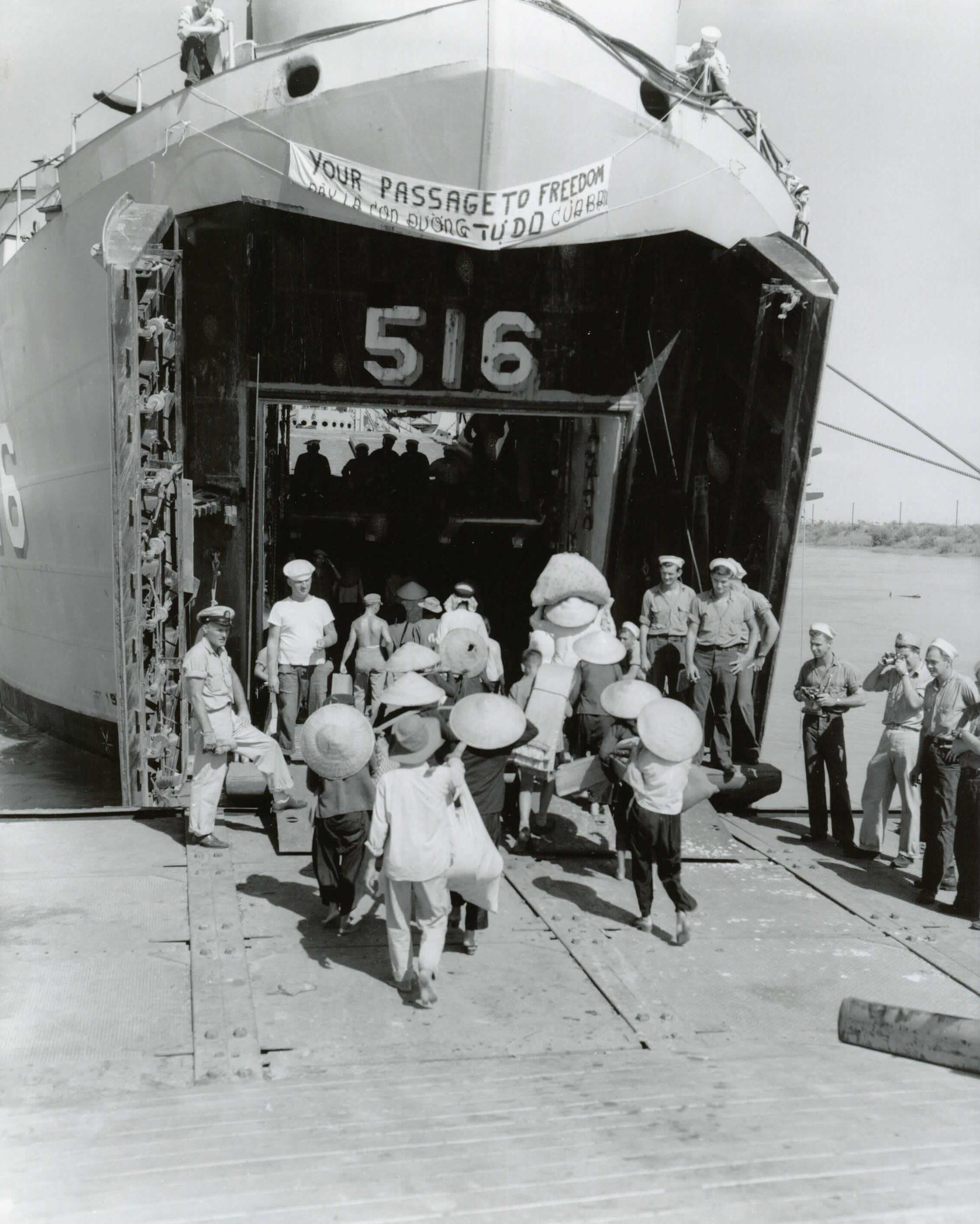
越南分治後，大约100万难民在自由之路行动期间逃离共产制度的北越

在法越戰爭中，法國在越盟共產主義游擊隊的不斷攻勢，加上奠邊府戰役的挫敗下，決定放棄他們在越南的殖民統治。在1954年的日內瓦會議中法國簽下停戰條約，使得越南被劃分為支持蘇聯的北越以及支持西方的南越，沿著一七線劃分。在1954年至1961年之間，艾森豪政府會持續地向南越提供經濟和軍事顧問上的支援，以抵抗共產北越的侵擾。
許多其他的亞洲、非洲、拉丁美洲國家則拒絕在東西方的衝突之間選邊站。在1955年的萬隆會議上，數十個第三世界國家選擇不介入冷戰。在萬隆會議達成的協議會成為後來1961年在貝爾格勒結成的不結盟運動的根據。而在同時，赫魯晓夫則宣布將與印度和其他中立國家進行更深層次的外交交流。在第三世界的獨立運動使得戰後的非洲、中東、亞洲、拉丁美洲等地變成較為多元的國際秩序。

### 中蘇交惡、太空競賽与洲際彈道导弹

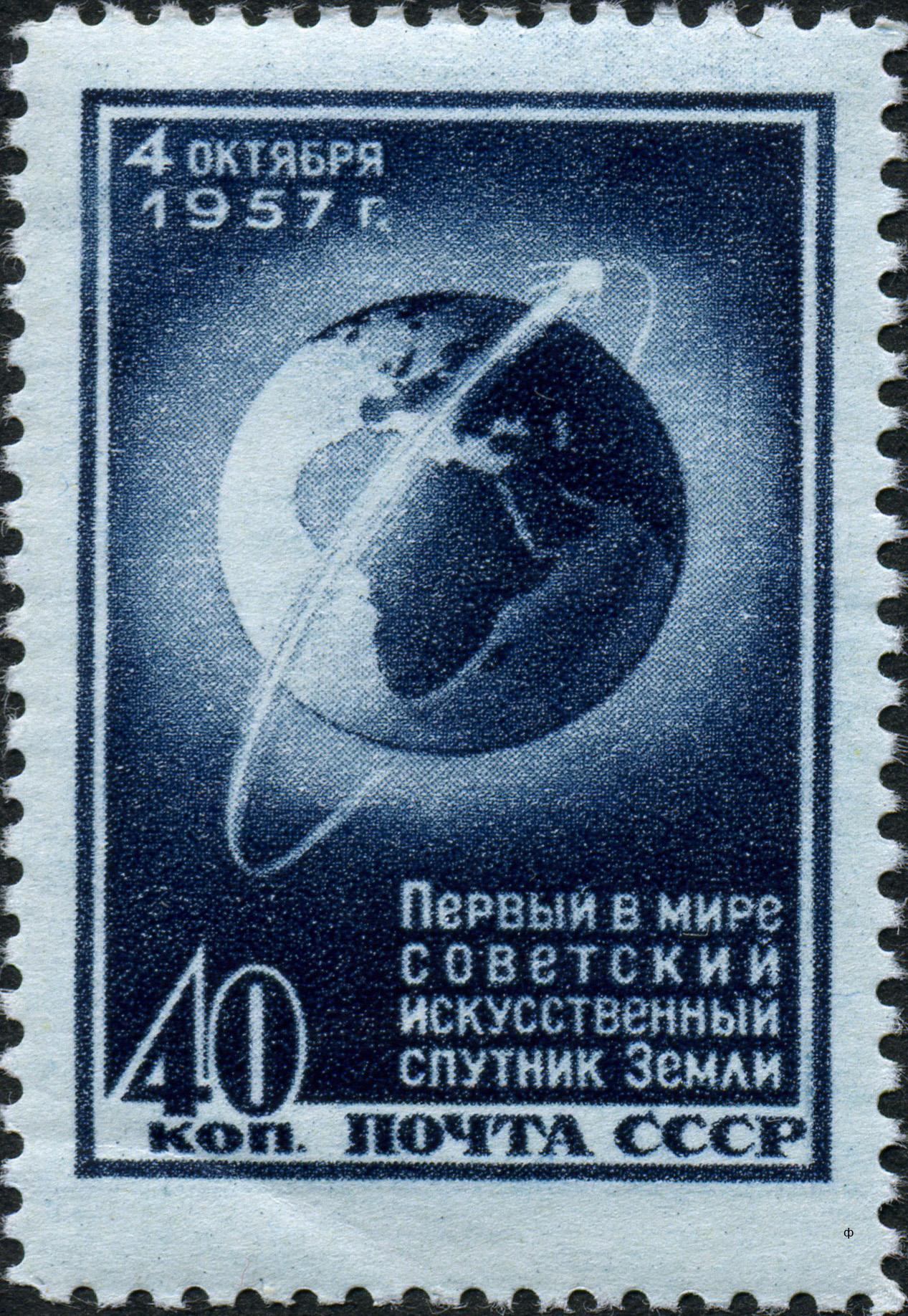
蘇聯發行的紀念史普尼克1號的郵票

1956年後蘇聯經歷了一連串的挫敗，尤其是與中华人民共和国的交惡最為嚴重，令到蘇聯原先精心設計的共產盟國保護網出現大漏洞，此次外交挫敗亦改變歷史。儘管毛澤東在史達林死後仍然替他辯護，並且批評赫魯晓夫走的是修正主義路線而放棄了革命的理念。另一方面，赫魯晓夫則認為毛澤東對於核子戰爭的後果並不了解，並且稱他是「坐在王位上的瘋子」。
赫魯晓夫多次試著挽救中蘇間的聯盟，但毛澤東認為與蘇聯繼續交往是沒有意義的，也因此拒絕與蘇聯復合。中蘇間的分裂還引發了兩個共產國家間的互相宣傳論戰。由於兩國的分裂，在那之後蘇聯會和共產中國在國際上互相爭奪作為領導共產主義運動的老大哥角色。雙方曾接近戰爭狀態，最終導致1970年代美國趁機提出善意後，中华人民共和国與美國建交成爲盟友的事件。

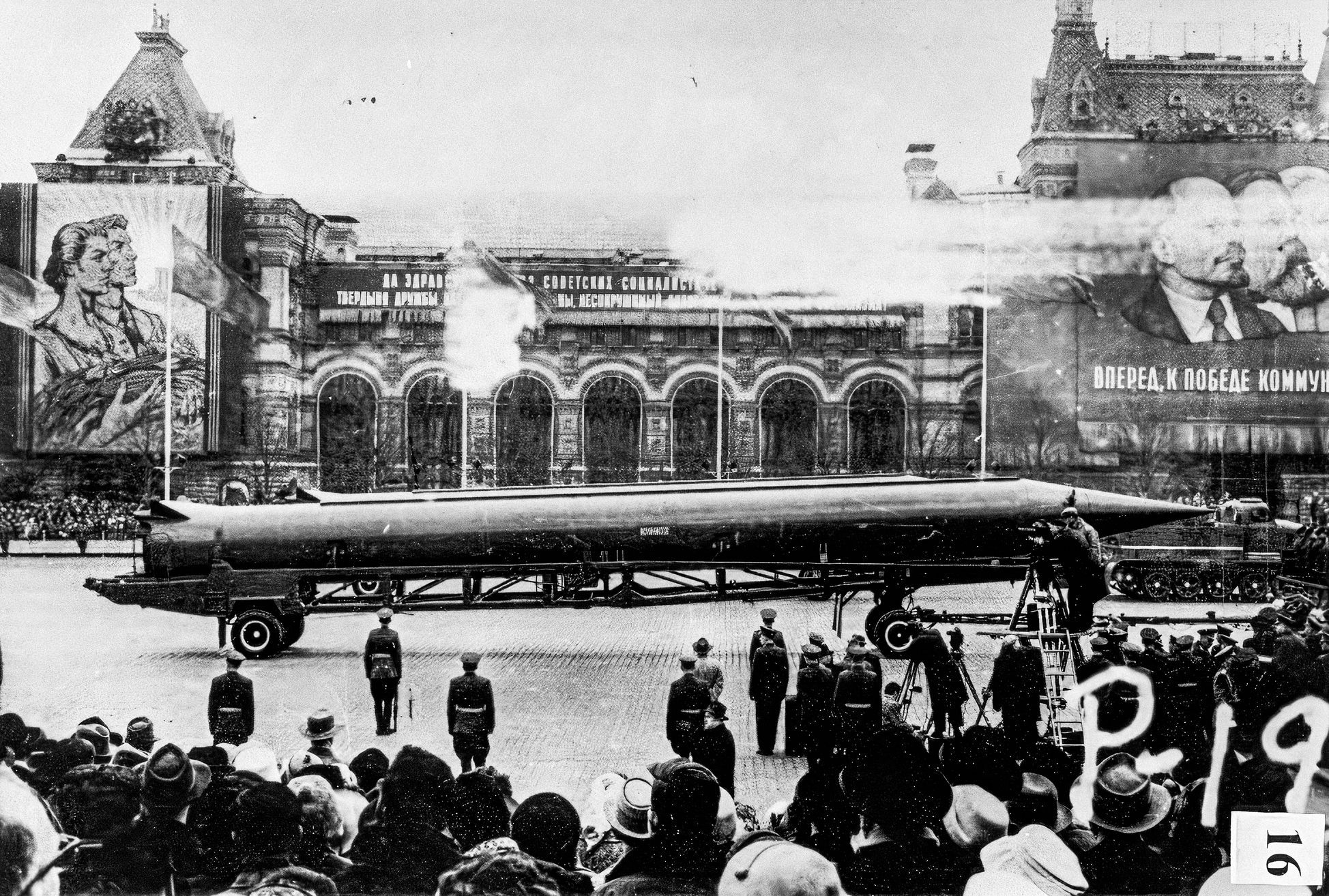
在紅場展示的蘇聯的R-12中程彈道飛彈，此種飛彈在之後的古巴飛彈危機中成為衝突的焦點

在核子武器上，美國和蘇聯各自擴增其戰略核子武器庫存，投入大量資源發展可以長距離攻擊對方的武器。在1957年8月蘇聯成功試射了第一枚洲際彈道飛彈（ICBM），接著同年10月發射了第一枚人造衛星史普尼克1號，史普尼克的發射成為了太空競賽的開端。這直接導致美國在同年十二月發射先鋒測試火箭3號，以及後來成功登月的阿波羅計畫，太空人弗蘭克·博爾曼還形容阿波羅「只是冷戰的一場戰役。」

### 古巴革命
在古巴，菲德爾·卡斯楚藉由七二六運動在1959年1月成功奪取政權，推翻總統富爾亨西奧·巴蒂斯塔及原古巴共和國，即使在革命之前，失盡民心的巴蒂斯塔政權便已經被艾森豪政府拒絕軍援。
新的古巴政權與美國保持了一段時間的外交關係，然而，當菲德爾·卡斯楚在4月前往華盛頓特區拜訪時，艾森豪卻不願親自會見他，而是由副總統理查·尼克森代替。古巴在不久後的1960年3月開始與東歐社会主义國家商討購買軍火事宜。
在1961年1月，美國正式與古巴断交。在1961年4月新任總統約翰·甘迺迪透過中情局在聖克拉拉省的豬玀灣發起了一次入侵，計畫由美國支援流亡美國的古巴人組成部隊攻回古巴，然而入侵卻因為種種因素而失敗，嚴重打擊了美國的形象。卡斯楚於是公開奉行馬克思列寧主義，而蘇聯也承諾向古巴提供援助。美古两国直到2015年贝拉克·奥巴马执政期间才再次建交。

### 柏林危機

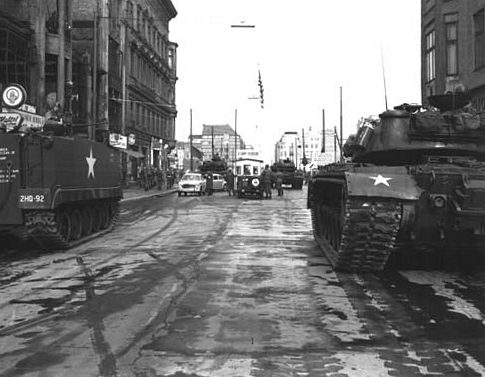
蘇聯和美國的坦克在查理檢查哨的緊張對峙，1961年10月27日

1961年的柏林危機是冷戰裡最後一次關於柏林地位和戰後德國處置爭議的主要事件。在1950年代初，東方集團各國開始仿效蘇聯，限制其人民自由遷徙和移民的權利。然而在那幾年間，每年都有數十萬的東德人民透過東西柏林之間的一個「漏洞」移民到西德，以逃離共產主義統治。
往西德的移民導致東德產生了嚴重的人才外流，尤其是那些年輕而受過教育的人。到1961年為止已經有20%的東德人口移民到西德。在那年的6月，蘇聯向西方盟國發布最後通牒，要求他們從西柏林撤出軍隊。然而西方國家並沒有讓步，東德接著在8月13日開始在與西柏林的邊界設立鐵絲網障礙，最後會擴建成柏林圍牆，以此阻止東德人民逃到西柏林。

### 古巴导弹危機与赫魯晓夫的失勢

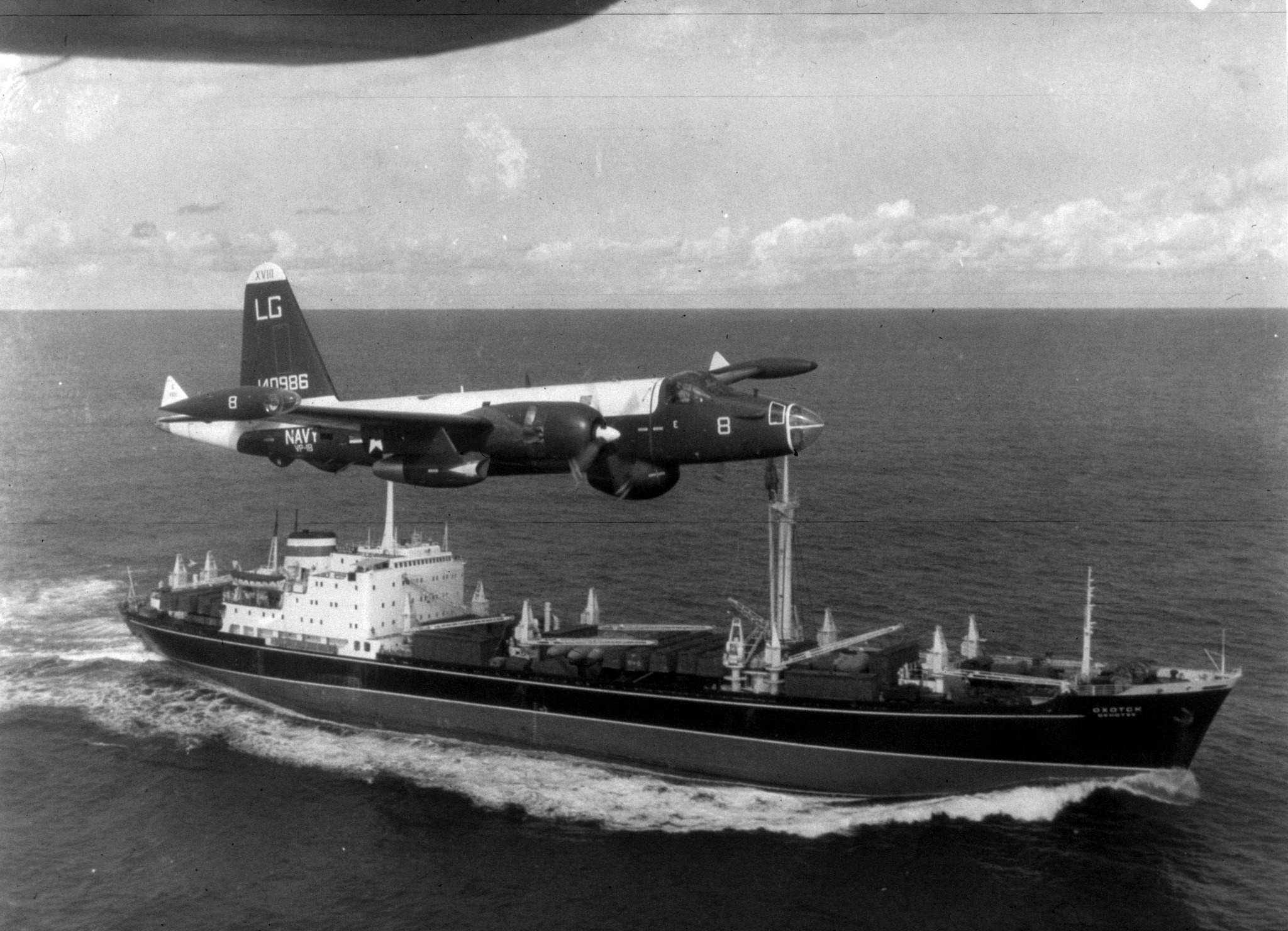
古巴导弹危機中，美國海軍的P-2海王星巡邏機飛過了一艘載運了前往古巴的飛彈的貨船

在豬灣事件之後，甘迺迪政府仍然繼續尋找推翻卡斯楚的辦法，並且由中情局以「古巴計畫」為代號進行了一連串的計畫構思和準備。在1962年2月，赫魯晓夫得知了美國的「古巴計畫」的存在，並且據情報認為美國將會在當年10月採取動作推翻卡斯楚，可能透過另一次軍事入侵、或是刺殺卡斯楚。赫魯晓夫因此決定在古巴建設蘇聯的核导彈基地。
甘迺迪在得知此消息後，評估他的各種應對方案，最後決定以海軍封鎖和對蘇聯發出最後通牒的方式來阻止古巴飛彈基地的建成。最後的結果，赫魯晓夫在衝突中做出讓步，將飛彈從古巴移除，而美國則承諾不會再入侵古巴。卡斯楚後來對此承認：「我當時已經準備好同意使用核子武器...我們都認為核子戰爭是不可避免的，而我們遲早都會被消滅的。」
一般認為1962年10月-11月的這場古巴飛彈危機，是世界上最接近核戰爭的時刻。這場危機也展現了相互保證毀滅的概念，在衝突中持有大量核子武器的雙方都不能先行使用這類武器，以避免造成衝突的升溫和大規模的毀滅。古巴飛彈危機使得雙方開始檢討核軍備競賽，並且試圖推動核裁軍來緩和兩方的關係，雙方稍早前已經在南極條約體系中首次對核武控制做出了一定共識。
在1964年，蘇共中央第一書記赫魯晓夫的克里姆林宮數名高層同僚一同奪取了他的權力，但仍允許他和平的「退休」。赫魯晓夫被他的政敵指控他舉止粗魯和政策上的無能，同時也責怪他毀了蘇聯的農業發展，並且差點在古巴危機中導致核戰爭的爆發。除此之外，赫魯晓夫允許東德建立柏林圍牆的決定也讓蘇聯和東方集團在世界輿論上顏面盡失。后当时的苏联最高苏维埃主席团主席列昂尼德·勃列日涅夫接替赫鲁晓夫成为新任苏共中央总书记。

## 緩和政策下的對抗（1962-1979）

1973年時北約與華約國家的軍隊數量對比

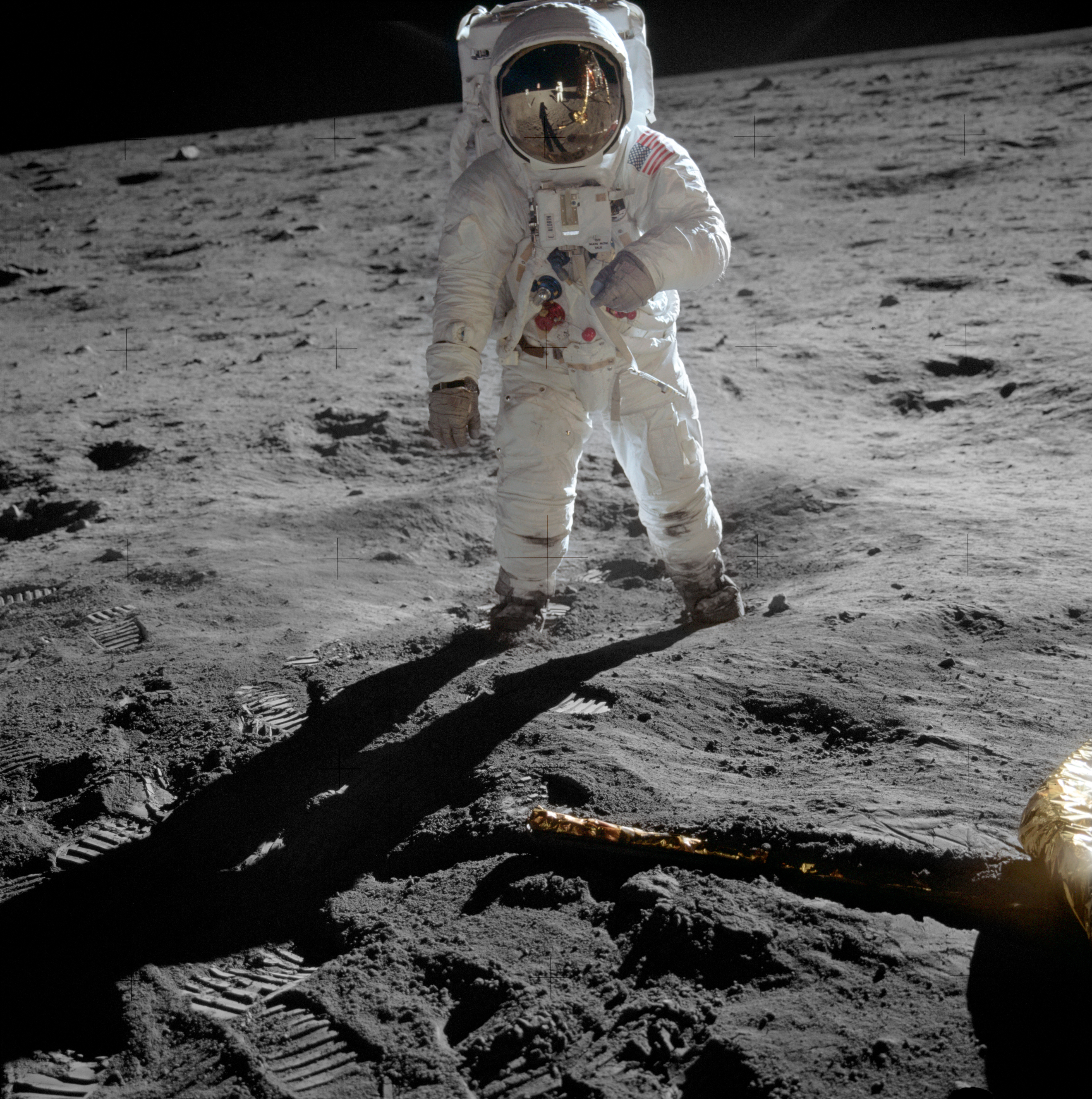
美國在1969年的登月任務成功成為太空競賽中的一大里程碑

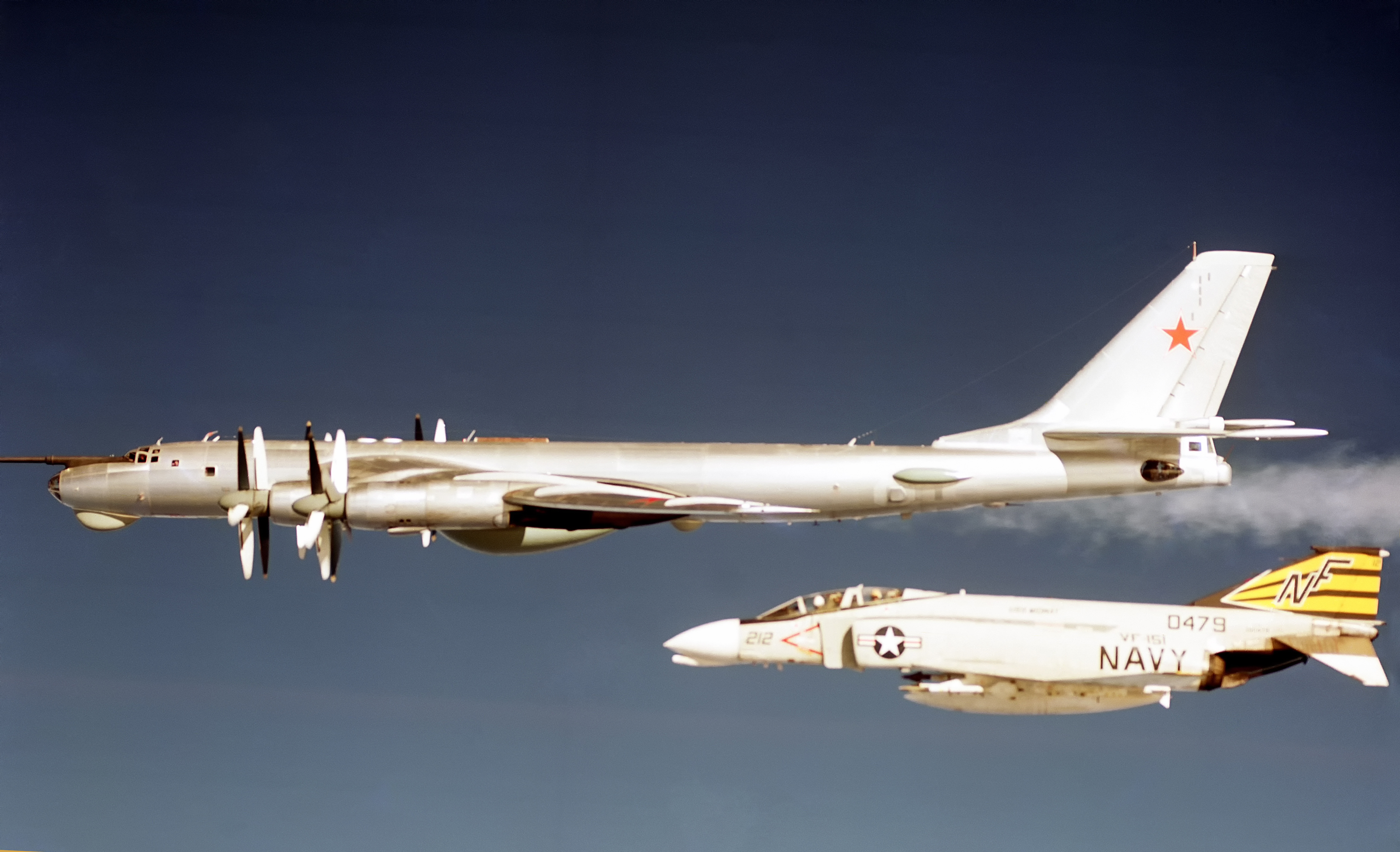
美國海軍的F-4幽靈II戰鬥機攔截一架蘇聯的Tu-95轟炸機，1970年代初

在1960年代到1970年代間，冷戰的各方都在不斷適應和調整以應付新的國際局勢和環境，因為國際關係已經有越來越多國家和動向不屬於美蘇兩大集團的對抗裡了。從戰後開始，西歐各國和日本迅速的從二戰的廢墟中重建起來，在1950年代至1960年代之間呈現驚人的經濟成長率，到了1970年代他們的人均生產總額已經開始近逼美國，而同時東歐集團的計畫經濟則陷入停滯。
由於1973年石油危機的出現，加上第三世界的組織例如石油輸出國組織（OPEC）和不結盟運動的影響力成長，許多之前並不強大的國家開始在國際舞台上擁有更多發揮影響力的空間，並且有能力抵擋來自美蘇兩邊的壓力。而在此同時，莫斯科則被迫將注意力轉到自己國內嚴重的經濟問題上。在這個時期，蘇聯的領導人如蘇共中央總書記列昂尼德·布里茲涅夫和部長會議主席阿列克謝·柯西金都接受了緩和政策的概念。

### 法國脫離北約軍事架構
北約的團結性在很早的時候便受到挑戰，尤其是從夏爾·戴高樂在1958年擔任法國總統開始。戴高樂反對美國在北約中扮演的主要角色，同時也對英美兩國的「特殊關係」表示不信任。他在1958年9月17日一篇寫給美國總統艾森豪和英國首相哈羅德·麥克米倫的備忘錄中，宣稱希望英美兩國考慮讓法國加入成為主要決策的第三國，並且增加北約的涵蓋範圍到關及法國利益的地理區域，例如當時法國正在忙著打反游擊戰的阿爾及利亞。
然而，戴高樂從英美兩國獲得的回應並沒有讓他感到滿意，他因此開始發展法國自身的核武嚇阻能力，並且在1966年從北約脫離，並且趕出了北約駐守在法國的軍隊。也由于戴高乐对英国的不信任，法国政府在1963年和1967年戴高乐执政期间两次否决英国加入欧共体的申请，英国在戴高乐去世后的1973年才成功加入欧共体。而直到2009年法国才再次加入北約軍事架構。

### 六八運動
六八運動是指在1960年代中後期，1968年達到高峰，在歐洲及美洲主要由左翼學生和民權運動分子共同發起的一個反戰、反資本主義、反官僚精英等抗議活動所使用的一個活動口號，在法國、義大利等地皆出現學生示威的情況。

### 蘇聯入侵捷克斯洛伐克
在1968年，捷克斯洛伐克出現了一段時期的政治民主化和自由化運動，被稱為布拉格之春。在改革派的捷克斯洛伐克共產黨第一書記亞歷山大·杜布切克的帶頭下，運動訴諸要求增加新聞自由、言論自由、遷徙自由等等，同時還重視計畫經濟造成的生活用品短缺，要求回歸多黨政府並限制秘密警察的力量，並且考慮退出華沙公約。
而蘇聯對布拉格之春的回應則是派遣紅軍連同其他華沙公約軍隊，在當年8-9月入侵捷克斯洛伐克。在蘇聯入侵後，大量的捷克和斯洛伐克人開始逃離國家，首先是70,000人，最後總數達到300,000人。蘇聯的入侵引發了南斯拉夫、中國、以及西方國家的共產政黨的一片討伐。
美國和北約則對這場入侵則採低調處理，儘管蘇聯曾擔心失去捷克斯洛伐克會使西方趁機弱化東方集團，然而當時的美國決策者卻完全沒有利用這個機會。當時身陷越戰的林登·詹森無暇在歐洲開闢第二個可能的衝突點，同時他也不希望得罪莫斯科而影響了戰略武器限制談判的簽訂，也因此美國坐視了蘇聯對捷克斯洛伐克的入侵而沒有介入。

### 勃列日涅夫主義、蘇聯經濟停滯

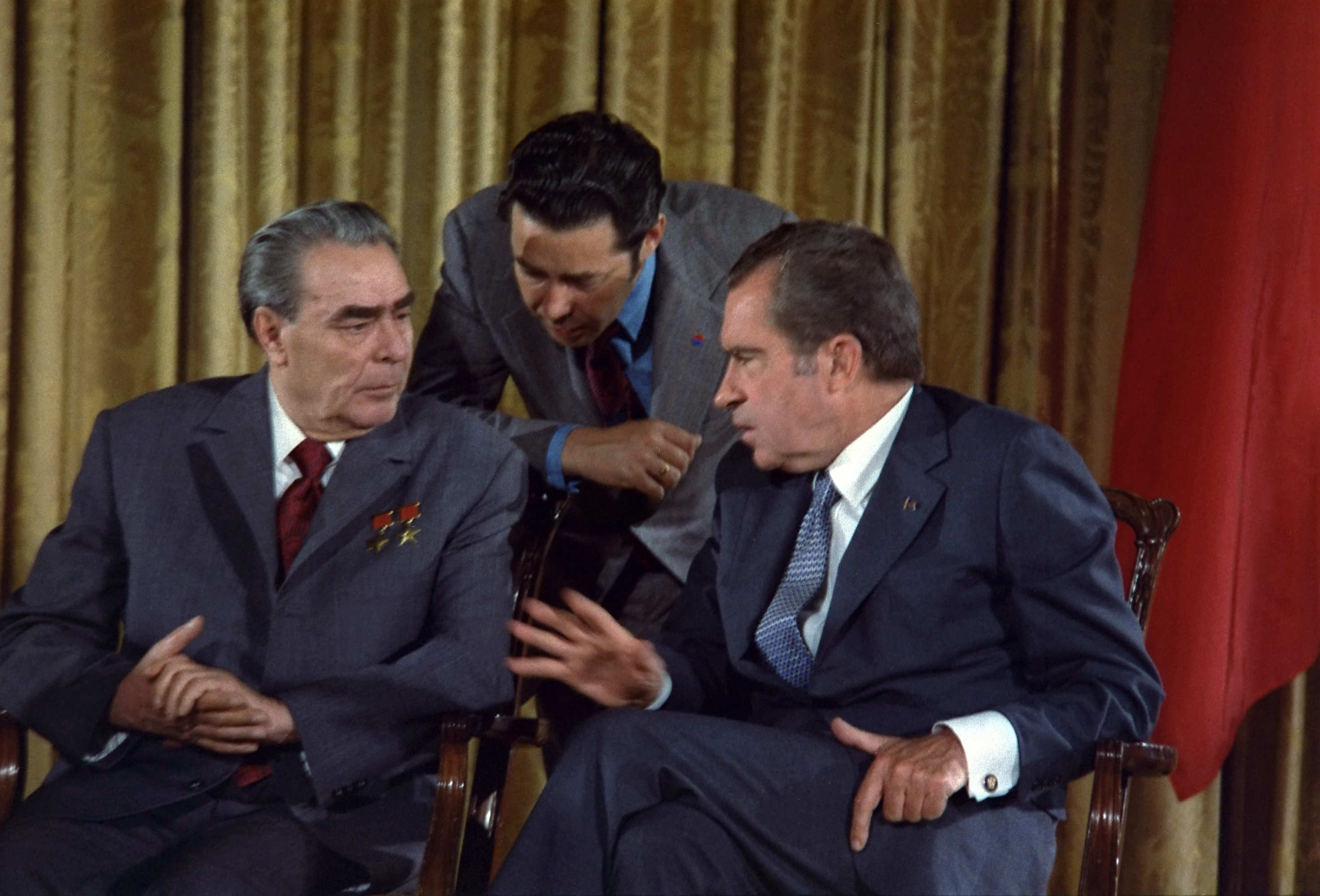
列昂尼德·勃列日涅夫與理查·尼克森在1973年於華盛頓的會談，此時是兩國和緩政策的高峰點

為了避免鐵幕下的國家再次試著脫離蘇聯的掌控，在入侵捷克斯洛伐克後不久的1968年9月一場對波蘭統一工人黨的演講上，蘇共中央總書記勃列日涅夫提出了勃列日涅夫主義，主張蘇聯有權侵略任何試圖拋棄馬克思列寧主義而擁抱資本主義的國家，在演講中他說：「當與社會主義敵對的勢力試圖將某些發展社會主義中的國家轉向資本主義時，不但是對那個國家造成了問題，而且還是對所有社會主義國家造成了問題。」

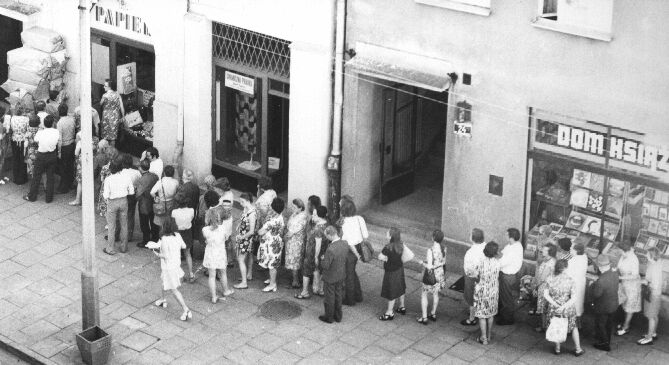
波蘭街上正在排隊買日用品的人們。因消費產品短缺而造成商店前的大排長龍，是當時鐵幕國家常見的場景

事實上，在勃列日涅夫主義出現的這個時期，鐵幕下的國家包括蘇聯在內都已經陷入嚴重的經濟停滯，如波蘭、匈牙利、東德等國家在生活水平和經濟發展上都已經開始明顯落後於西德和其他西歐國家。在這個階段開始明顯浮現的經濟停滯，也使得勃列日涅夫時代被稱為「停滯時代」。隨著經濟體的擴張和變動，莫斯科的經濟計畫官僚開始被排山倒海而來的經濟計算、決策問題所壓倒。共產國家的官僚體制使得進行決策必需的重要經濟資訊不能有效地傳遞，連帶使得企業層次的勞動力和資源分配、創新、消費者服務和供給無法有效進行。
在鐵幕下生活的人民則經歷越來越嚴重的消費者用品短缺，一般人民平日花費大量時間在公營的福利社前排隊等待購買所需食品和產品，包括基本的生活用品例如衛生紙都會短缺。身為石油和各種資源輸出國的蘇聯儘管在1973年的石油危機中獲得大量硬通貨的收入，然而在危機之後蘇聯卻出現了比日本、西歐和美國更為明顯的經濟衰退。在實際上，導致蘇聯經濟停滯的最根本原因還是在於其內部體制的問題而非外部影響。

### 第三世界衝突

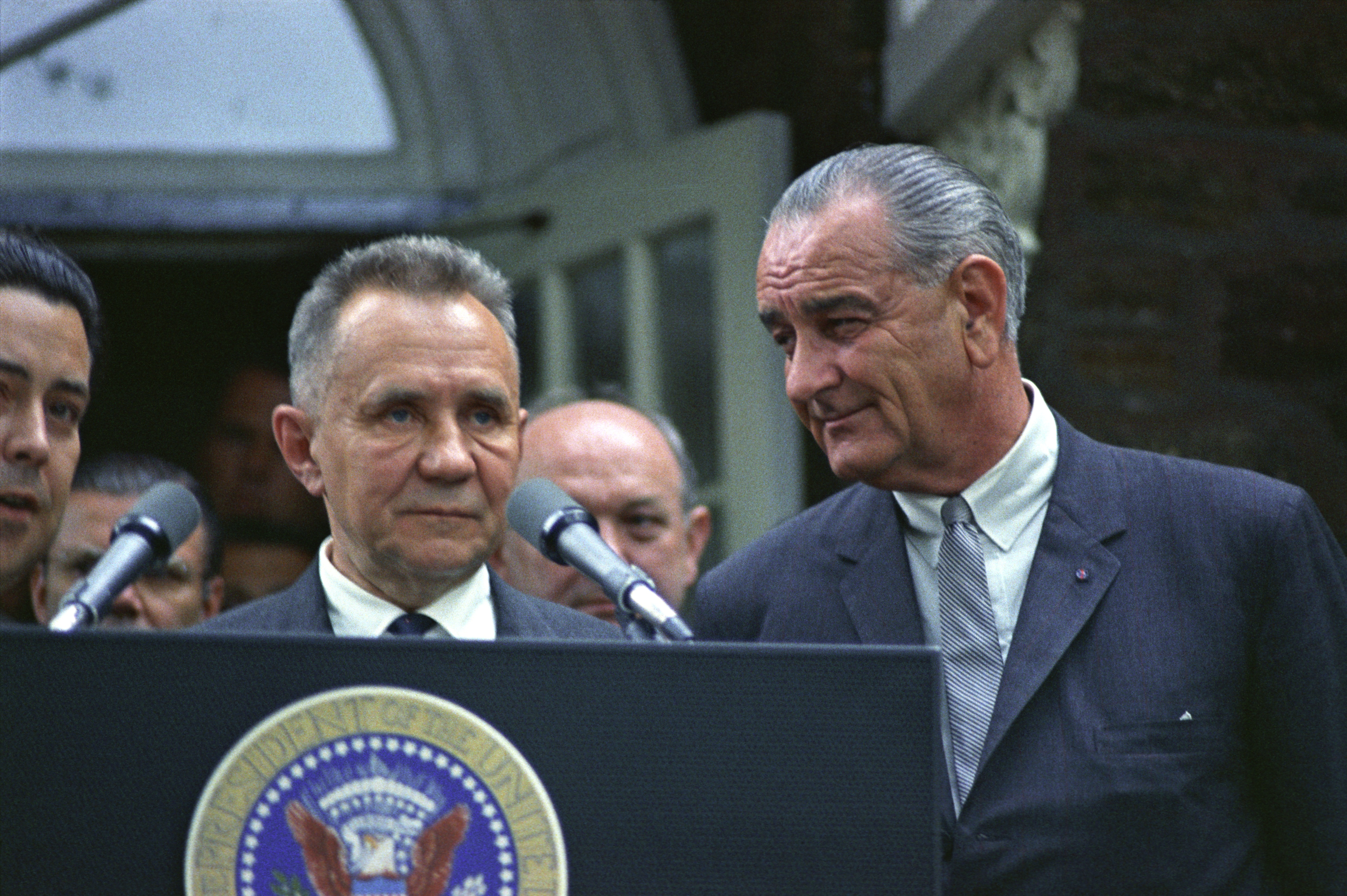
阿列克謝·柯西金（左）與美國總統林登·詹森

儘管對鐵幕內的國家影響有限，美國繼續支援與其友好的第三世界政權作為防止蘇聯影響力擴張的途徑，並且對那些他們認為有可能受到共產主義奪權的國家進行政治、經濟、或軍事上的干預。在1965年林登·詹森派遣22000人的軍隊佔領多明尼加共和國一年，以避免類似古巴的革命出現，在之後1966年的選舉中，保守派的華金·巴拉格爾當選總統，杜絕了共產黨人上台的機會。而在印尼，蘇哈托藉由930事件從蘇卡諾手中奪權，過程中殺害了大約五十萬名的印度尼西亞共產黨份子和其他親共人士。儘管美國在政變中拒絕支援蘇哈圖軍火，在他執政後仍因為他的反共立場而對他表示支持，不過蘇哈托在正式上仍會一直維持蘇卡諾的不結盟運動立場。

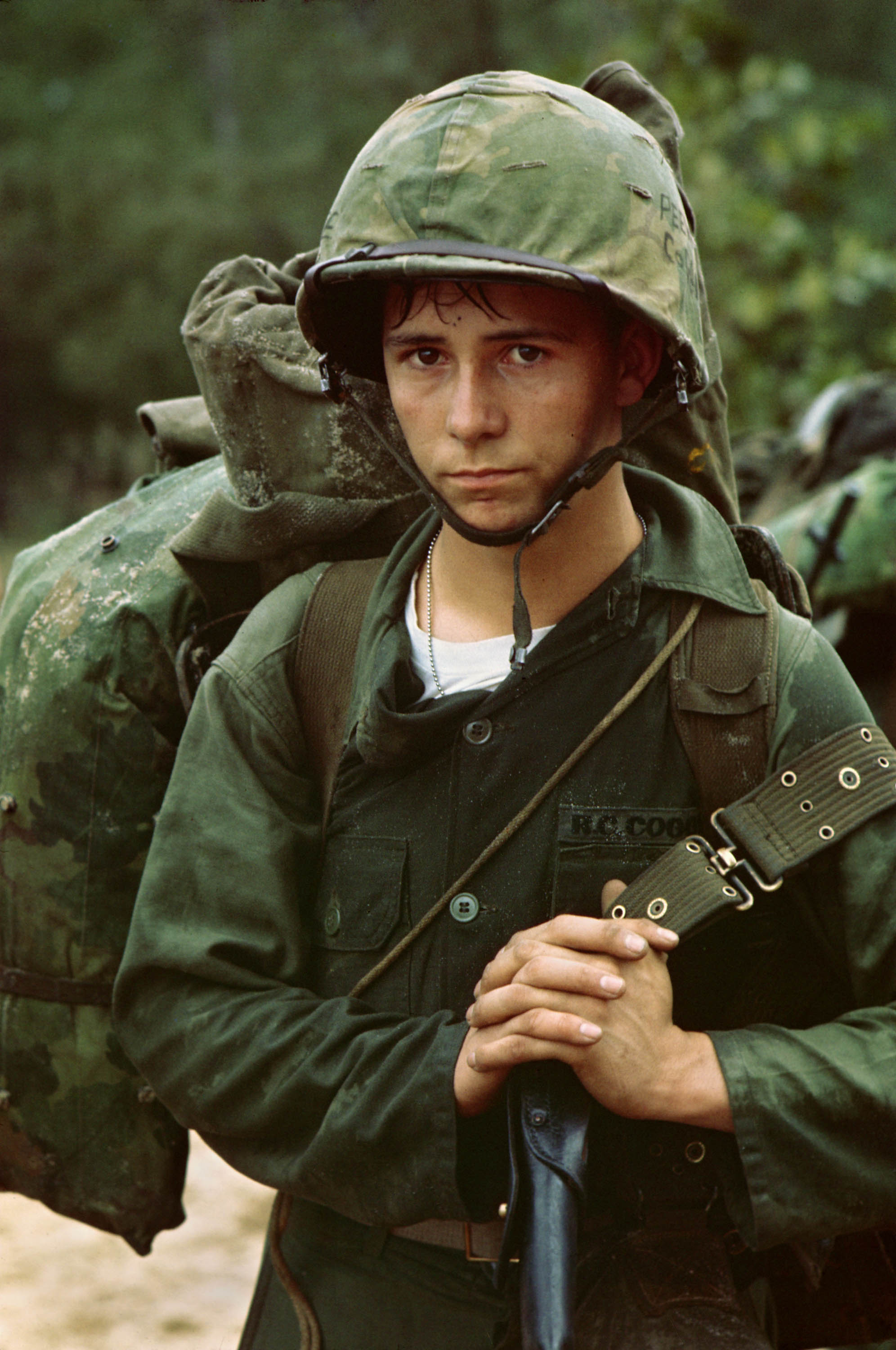
越戰中一名剛派抵越南峴港的美國海軍陸戰隊隊員，1965年8月3日

南越的吳廷琰政府與北越、越共游擊隊之間的衝突也越演越烈，最後成為了越戰的開端。詹森總統派遣美軍進駐南越、支援越南共和國軍（南越軍），最後達到了575,000人。越南人民軍（北越軍）從蘇聯和中國取得各種戰爭的物資和技術援助，蘇聯派遣15,000名軍事顧問前往北越，並且向其提供了價值4.5億美元的軍火，而中國則派遣了320,000人和價值1.8億美元的軍火。
儘管美軍在軍事上持續對北越佔有壓倒性優勢，並且也不斷獲得戰術上的勝利，然而由於詹森的政策失誤和美國國內反戰情緒的增長，加上美軍受到不能對北越領土做直接進攻的限制而無法取得關鍵性勝利，使得美國民眾對於越戰的信心逐年遽減，最後導致美國決策者決定從南越撤兵。美軍撤軍後不久，北越發動了1975年春季攻勢，全面攻下了南越，最後於4月30日佔領其首都西貢，也使得美國曾在此地投入的軍力和犧牲以失敗告終。越戰的失敗成為美國在冷戰中的最低點之一，蘇聯的KGB也運用世界各地的宣傳網路和特務藉著越戰而生的反戰及和平運動對美國在國際上的聲譽進行了全面的攻勢。
在越戰中，北越軍入侵了柬埔寨以建立通往南越的兵力和物資運輸網（胡志明小徑），在其後的柬埔寨內戰中，柬埔寨共產黨總書記波布率領的赤柬共產黨推翻了龍諾，建立了紅色高棉。冷戰後解密的蘇聯檔案顯示，北越在1970年入侵柬埔寨的舉動，是為了響應赤柬的發起內戰的攻勢。美軍和南越軍因此進行了對柬埔寨的轟炸和地面攻勢，但並沒有成功阻止赤柬於1975年奪取政權。紅色高棉統治下的民主柬埔寨造成了估計約1-3百萬的人民死於其暴政和大屠殺，被稱為是冷戰時期最冷血的一場種族滅絕。
在智利，社會主義的薩爾瓦多·阿連德贏得了1970年的總統選舉，成為美洲第一位透過民選而非革命當上總統的馬克思主義者。在美國中情局的支持下，奧古斯圖·皮諾契特將軍在1973年9月11日發動了智利政變，取代阿連德並建立了軍政府，同時監禁、處決了支持阿連德的大量共產黨人。皮諾契特不但撤銷了阿連德的共產主義經濟政策，同時採取了自由市場的路線，形成了後來被稱為智利奇蹟的經濟成長。

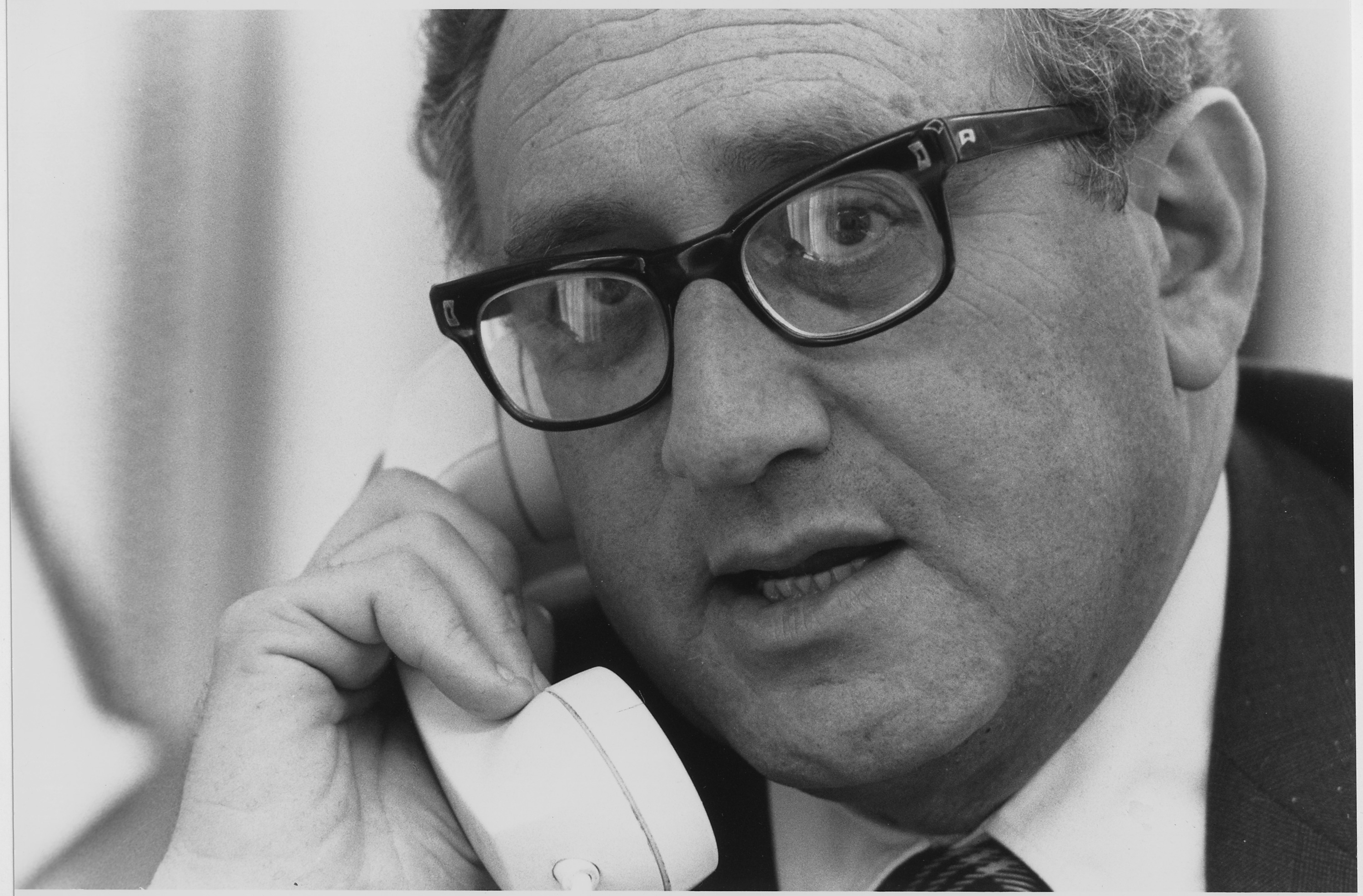
在尼克森和福特任期擔任國務卿和國家安全顧問的亨利·季辛吉是冷戰中的重要人物（1969-1977）

中東也持續是冷戰雙方爭議的焦點之一。埃及從蘇聯那裡獲得了大量的軍事和經濟援助，但兩方的合作關係卻相當的不平和，蘇聯在1967年的六日戰爭和埃以消耗戰爭中都以軍事顧問、飛機、飛行員支援埃及，以對抗美國支援的以色列。儘管埃及的新總統穆罕默德·艾爾·沙達特在1972年開始由親蘇轉向親美，在1973年的贖罪日戰爭中當美國得知蘇聯可能會介入以幫助埃及的傳聞時，便毫不猶豫的大規模投入支援以色列。除了埃及以外，蘇聯也與共產主義的南葉門保持密切關係，還有親蘇的阿爾及利亞和伊朗等國。另外在數十年的以巴衝突中，蘇聯也不斷地透過間接管道向亞西爾·阿拉法特的巴勒斯坦解放組織提供金援。
在非洲，索馬利亞軍官穆罕默德·西亞德·巴雷在1969年發動了政變，創建了社會主義政權，並且獲得蘇聯的支持。在四年之後，親美的伊索匹亞國王海爾·塞拉西一世也被親蘇聯的海爾·馬里亞姆·門格斯圖等軍官推翻，並且建立與古巴和蘇聯的密切關係。然而後來索馬利亞和衣索比亞兩國間在1977-1978年爆發歐加登戰爭，卡特政府則對此衝突持中立態度。而經過了長期獨立戰爭脫離葡萄牙殖民統治的安哥拉，則在1975年爆發安哥拉內戰，由蘇聯和古巴支持的安哥拉人民解放運動（安人运）對抗美國和南非支持的争取安哥拉彻底独立全国联盟（安盟）。由於古巴和蘇聯的軍事支援，安人运最後贏得了內戰。

### 中美和解
由於中蘇分裂的影響，中蘇邊界衝突在1969年達到最緊張的階段，美國總統理查·尼克森決定利用此時機來改變冷戰中的平衡，而中國也在同時希望從美國那裡得到制衡蘇聯的優勢。
在1972年2月，尼克森宣布與中华人民共和国重新展開邦交，並且前往北京拜訪中國共產黨主席毛澤東和中國國務院總理周恩來。在同一時間，蘇聯已經在核武器威嚇實力上追上了美國，而同時越戰的挫折則大幅打擊了美國在第三世界的影響力和在西歐的聲望。儘管美蘇之間非直接的衝突在這段時期仍然存在，兩國間的直接衝突態勢已經開始有減緩跡象。但由于尼克松任内发生了水门事件导致了尼克松下台，之后的福特总统一直在忙于处理内部事务，所以两国迟迟未建交，直到吉米·卡特当选总统后中美两国才于1979年建交並且與中華民國斷交，终止了《中美共同防禦條約》，裁撤了美軍協防台灣司令部（USTDC）及駐台美軍顧問團（MAAG），駐台美軍也隨之撤離台灣，美国中情局也在1972年停止援助四水六岗卫教军，而中国方面也在1979年中苏友好同盟互助条约到期后未再续签，并在1980年停止了对东南亚和拉丁美洲各国共产党的援助。中美两国关系缓和导致冷战局势开始发生变化，中苏两国关系全面冻结，而中美两国关系则持续升温，并且两国在越南和阿富汗分别出手打击亲苏势力。

### 尼克森、布里茲涅夫、緩和政策

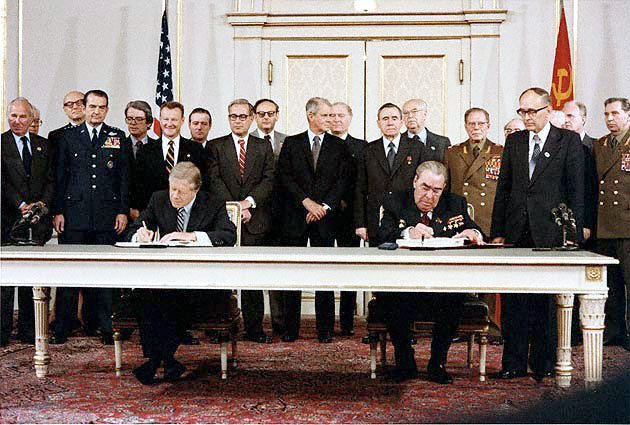
列昂尼德·布里茲涅夫和吉米·卡特一同簽訂第二輪的戰略武器限制談判，維也納，1979年6月18日

在尼克森造訪中國以後，他也和蘇聯共產黨總書記布里茲涅夫在莫斯科會談。兩人協議達成的戰略武器限制談判包含了兩個主要的核武限制條約：第一個是限制兩國核武器數量的SALT I、第二個是禁止兩方進一步發展可以攔截對方彈道飛彈技術的反彈道飛彈條約。此談判的目的是為了要減少兩國在發展核武和反彈道飛彈技術上所耗費的龐大成本。
尼克森和布里茲涅夫兩人宣布兩國進入了一個「和平共處」的新時代，並且以「緩和政策」來描述兩個超級大國之間的緩和局勢。在當時，大量軍備開銷對於蘇聯經濟造成龐大的負擔，也成為蘇聯經濟停滯的原因之一。在1972年至1974年之間，兩國決議增加互相的經濟往來和貿易量。尼克森認為緩和政策取代了之前冷戰中兩方的敵對態勢，讓兩國可以和平共處。
而在同時，西德總理威利·布蘭特則提出了東方政策，希望以此平和與東德之間的關係。其他類似的和平條約也在這個時段簽訂，包括了赫爾辛基協議和1975年的歐洲安全與合作組織。1975年7月，美国和苏联通过阿波罗-联盟测试计划将双方的宇宙航天器在外太空对接，象征着双方结束太空竞赛。

### 1970年代末的關係惡化
在1970年代，由尤里·安德羅波夫領導的KGB持續的迫害知名的蘇聯政治異議人士，包括了當時大力批評蘇聯領導人的亞歷山大·索忍尼辛和安德烈·萨哈罗夫等。非直接的衝突在這個時期繼續的在第三世界進行，尤其是在中東、智利、衣索比亞、和安哥拉等地。
吉米·卡特試圖在1979年第二波的戰略武器限制談判中進一步的限制核武數量，然而這次限武會因為當年的其他大事而遭到阻撓，包括了伊朗伊斯蘭革命，以及KGB支持的桑地諾民族解放陣線在尼加拉瓜成功發動革命推翻了美國支持的政權。同時，蘇聯在1979年入侵阿富汗導致了美蘇關係的立即惡化，使得進一步的核武限制談判全部停滯。

## 新冷戰（1979-1985）
「新冷戰」一詞指的是1970年代末至1980年代初開始冷戰的劇烈升溫，在這個時期，美蘇集團雙方的軍事對峙變得更加的明顯。在這個時期，美國政府的冷戰政策由於雷根的上台而大為轉變，從原本的圍堵、緩和轉變為明確的對抗，雷根的目標不只是要美國在冷戰中持平，而是要取得勝利。不過，此階段衝突的劇烈，在短短幾年內便造成了整個冷戰局勢的大幅轉變。

### 蘇聯入侵阿富汗

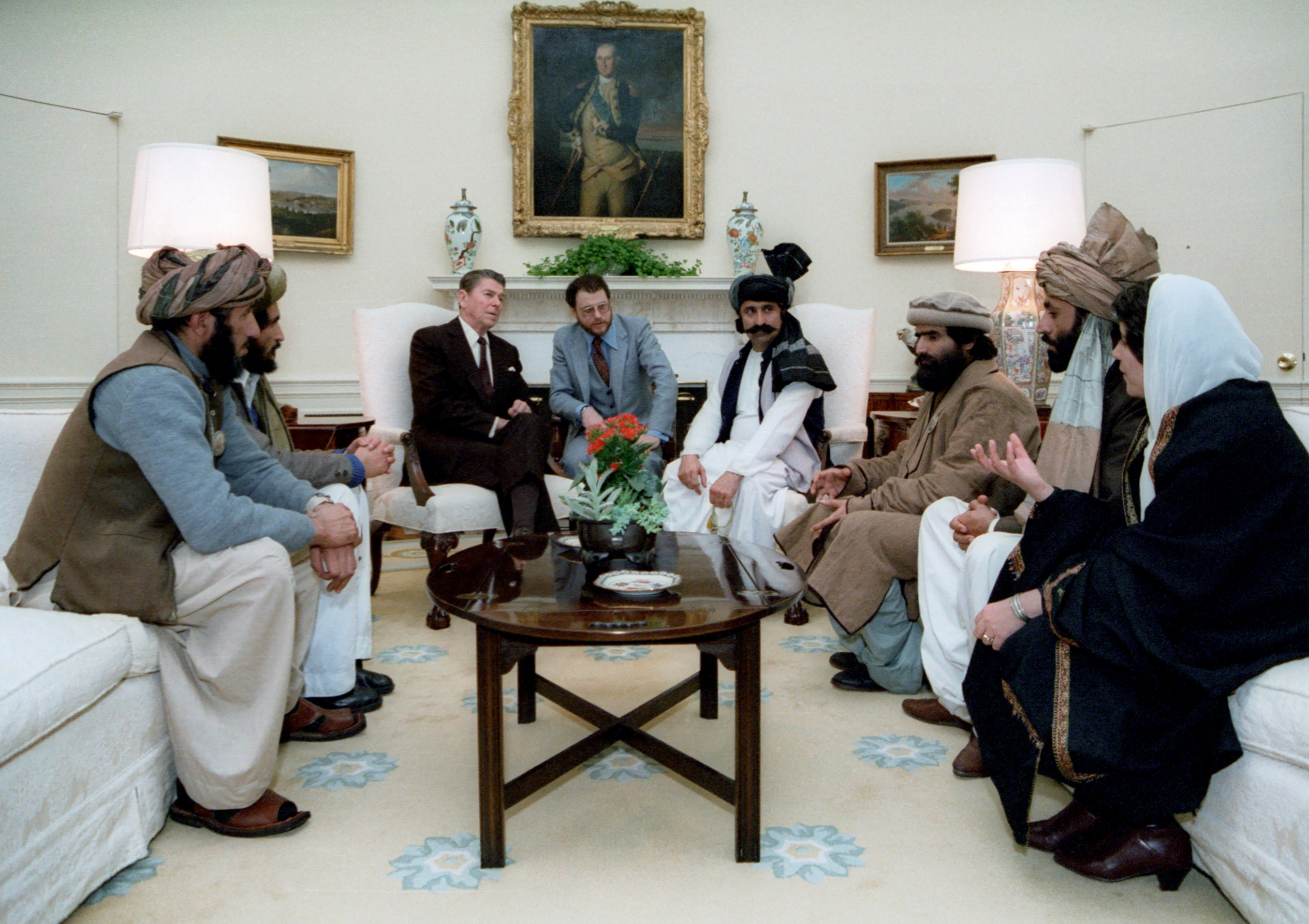
雷根總統公開表示對於阿富汗反共聖戰者的支持，並且在白宮會見他們。1983年

在1978年4月，阿富汗人民民主黨發動政變奪取政權，在幾個月內，反對其統治的眾多勢力在阿富汗東邊區域發起了反抗活動，衝突很快便升級為內戰，由聖戰者形成的游擊隊對抗政府的軍隊。巴基斯坦政府私下提供游擊隊眾多的訓練場所，而蘇聯則派遣數千名軍事顧問支援人民民主黨政府。到了1979年中，美國已經開始隱密的支援聖戰部隊。
在1979年9月，阿富汗人民民主黨總書記努爾·穆罕默德·塔拉基在党内政變中遭到部長會議主席哈菲佐拉·阿明暗殺和奪權，然而蘇聯對阿明並不信任，於是在1979年12月以特種部隊暗殺了他。由蘇聯主導的巴布拉克·卡爾邁勒則在空檔時期擔任總書記，同時蘇聯軍隊開始大量湧入阿富汗以穩定局勢，儘管他們一開始沒有打算要進行長期的戰爭。然而阿富汗的內戰卻沒有因為蘇聯的介入而停止，聖戰者在接下來幾年內繼續與阿富汗政府軍和蘇聯進行游擊戰爭。
卡特對蘇聯入侵阿富汗的回應則是立刻停止了戰略武器限制談判，並且對蘇聯施加穀物和科技產品的禁運，同時大幅增加美國的軍事支出，還聯合其他西方國家抵制了1980年的奧運。他宣稱蘇聯是「二戰以來對和平最嚴重的威脅」。

### 雷根、柴契爾、推回

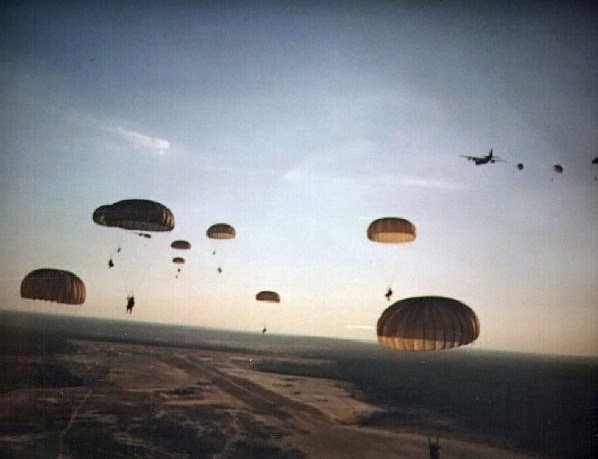
美國陸軍遊騎兵在緊急狂暴行動中空降入侵格瑞那達，1983年10月25日。雷根的外交政策強調以對蘇聯的強硬攻勢來尋求冷戰的勝利

早在他成為美國總統前四年的1977年1月，隆納·雷根便在一次私人對話中透漏他對冷戰的看法：「或許有人會說這過於簡化問題，但在我心目中美國對蘇聯的政策很簡單，那就是，我們要贏得勝利，讓他們失敗。你覺得這樣如何？」。在1980年美國總統選舉中，雷根擊敗了卡特，承諾將大筆增加軍事預算，並且以強硬態度在全世界對蘇聯發起攻勢。雷根和同時期的英國首相柴契爾夫人都高調批判蘇聯和共產主義意識形態，雷根還稱蘇聯為「邪惡帝國」，並且預言共產主義將會很快被「丟進歷史的塵埃之中」。
當時西方對蘇聯的主流看法是，蘇聯新的一批世代即將來臨，而西方世界必然要跟他們合作。但雷根則主張蘇聯正處於嚴重的經濟危機，他打算藉由切斷蘇聯與西方的貿易和科技交流來使這種危機加大。到了1985年，雷根的反共主義態勢形成了所謂的「雷根主義」，不同於之前的圍堵政策只注重於防堵其他國家轉變為共產主義，雷根的策略是要積極的推翻現有的共產主義政府。除了延續卡特執政最後一兩年的政策，繼續支持反蘇聯的阿富汗聖戰士以外，雷根政府也透過中情局，在蘇聯控制下中亞地區的穆斯林多數國家支援反蘇聯的伊斯蘭政治團體，除此之外，中情局還支援反共的巴基斯坦情報單位訓練世界各地的穆斯林，對蘇聯發動一場聖戰。

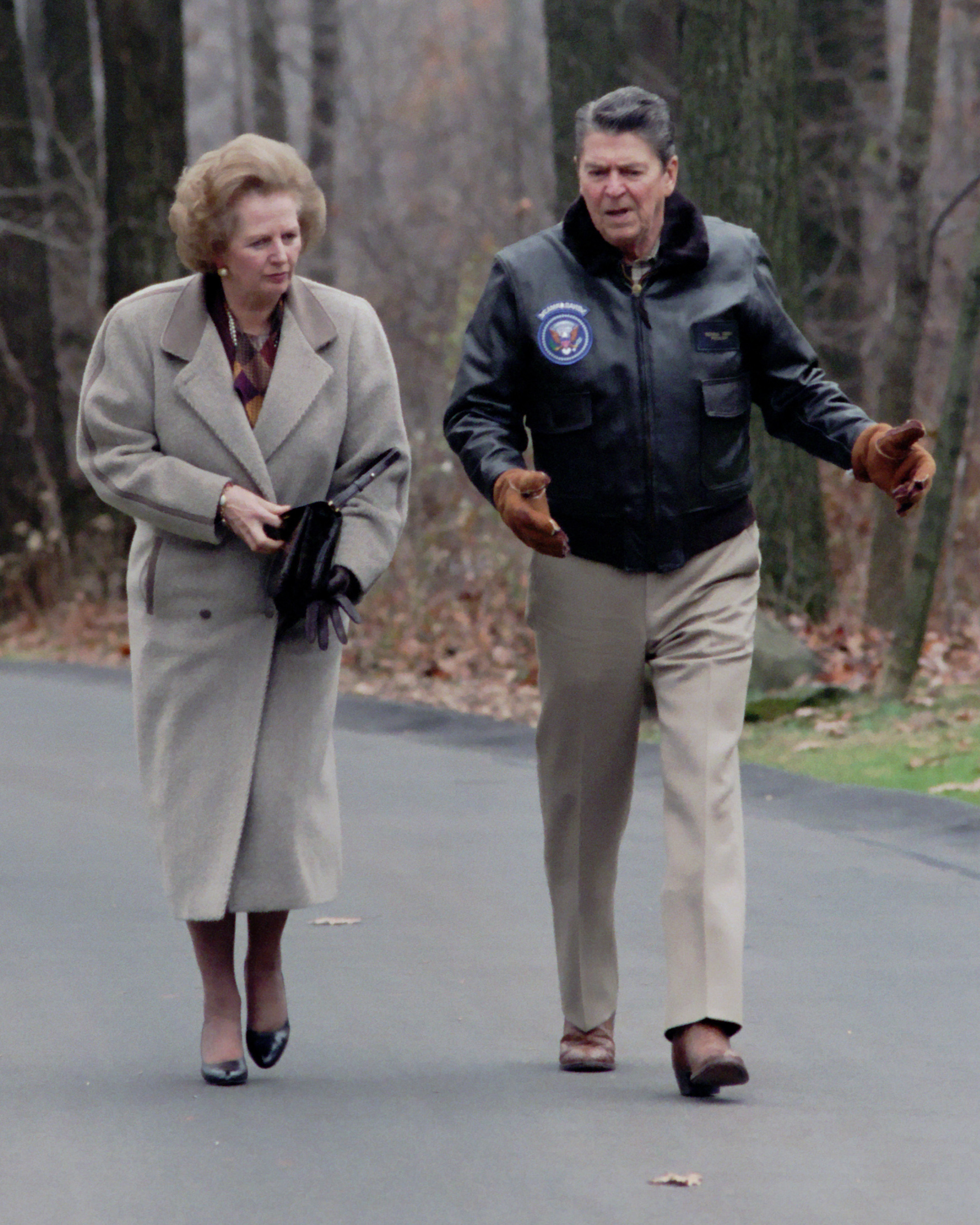
雷根和柴契爾夫人於戴维营商討事務。兩人的上台代表了英美兩國對蘇聯強硬派的登場

雷根主義的積極反共也將冷戰中很早便被提出但卻沒有任何前任總統徹底實行的「推回」戰略重新擺上檯面，推回指的是透過強硬的態勢和政策達成政權更替。推回戰略在韓戰和1961年的古巴入侵中被局部的嘗試但以失敗告終，在雷根之前，1953年的東德起義和1956年的匈牙利革命曾經使美國政府考慮推回，但最後都因為擔心引發核戰而作罷。1983年美國入侵格瑞那達將馬克思主義政變形成的政權推翻，成為推回戰略最著名的例子，同時也讓莫斯科擔憂美國下一步會針對哪個國家進行推回。

### 波蘭團結工聯

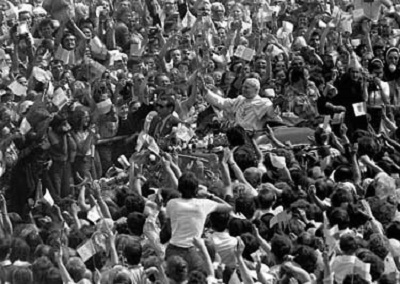
教宗若望·保祿二世在1979年首次造訪鐵幕下的波蘭，受到數十萬天主教徒的歡迎，並且鼓舞了之後的反共運動

1978年當選教宗的若望·保祿二世，在隔年回到故鄉波蘭進行官方訪問，引發了波蘭人民在宗教上和民族主義上的覺醒浪潮，也使他成為反共主義的象徵人物。若望·保祿二世對波蘭的影響，很可能是後來1981年他遇刺未遂的原因之一。
在波蘭統一工人黨統治下，計劃經濟造成的經濟匱乏、以及長期以來蘇聯式的高壓統治，種種背景造就了團結工聯運動在1980年8月31日的誕生。由萊赫·華勒沙領導的工人自行組成了第一個華沙公約國家中非共產黨控制的工會組織，將國內的各種反共勢力聯合起來，以抗議統一工人黨的專政。在過程中，美國也透過私下管道提供了相當數量的金錢和其他援助給團結工聯。
團結工聯對於波蘭統一工人黨和蘇聯影響下的共產專政形成空前挑戰，到1981年9月已經有了一千萬會員，等同波蘭工作人口的三分之一。對此沃依切赫·雅魯澤爾斯基在12月13日宣布全國戒嚴，並大幅逮捕團結工聯的支持者和領導人。在鐵幕以外的國際社會則譴責波蘭政府的行徑並聲援團結工聯，雷根並且對波蘭實施了經濟禁運。在此同時，克里姆林宮的理論家米哈伊尔·安德列耶维奇·苏斯洛夫則建議蘇聯領導人若是波蘭落入團結工聯手中也不要進行干預，他擔心當時已經病入膏肓的蘇聯經濟會經不起美國報復性的經濟制裁。

### 新一波的軍備競賽

美國和蘇聯的核武庫存量對比，1945-

在冷戰的這個階段，莫斯科已經花費25%的蘇聯全國生產總額在軍事用途上，而其消費者產品和民間的產業則停滯不前。蘇聯花在軍備競賽和其他冷戰的活動如太空競賽上的開支對於已經問題重重的蘇聯經濟體制造成嚴重的負擔，在布里茲涅夫統治的最後十年蘇聯經濟都處於停滯的狀態。
蘇聯在國防上的大量開支並不是全部花在軍事上的用途，很大一部分的資金其實是花在雇養蘇聯體制內龐大的名錄職官官僚，這些蘇共官僚在其各自的領域享受龐大的權力和特權生活。蘇聯武裝力量在持有武器數量和種類上都成為世界第一，無論現役還是後備軍人的數量也都是世界第一，而其背後則有更為龐大的軍事工業複合體支持整支武裝力量。
到了1980年代初，蘇聯已經建立了一個在數量上大幅超過美國的常備軍。然而，蘇聯和華沙軍隊在數量上的優勢卻無法呈現其質量上遠遠落後於西方的問題。相較之下，越戰後的美國則吸收了之前的教訓，對美軍進行了各種大幅度的改革，到了1980年代已經轉變為全志願役的專業軍隊，同時額外注重部隊的訓練和科技水準，這些改變帶來的驚人成效在後來波斯灣戰爭裡對抗華沙裝備和戰術思想的伊拉克軍隊中完全展現出來。在蘇聯入侵阿富汗後，卡特會開始大幅增加美國的軍事預算，而後繼的雷根更是將擴軍作為主要的政策目標之一，將國防預算從1981年占國民生產總值的5.3%增加到1986年的6.5%，成為美國歷史上和平時代國防預算最高的時刻。

雷根總統在白宮宣布戰略防禦計畫的開始，1983年3月23日

雙方的軍備競賽在1980年代初期迅速的白熱化，雷根重新啟動了之前被卡特取消的B-1槍騎兵戰略轟炸機計畫，同時開始生產LGM-118A和平守護者飛彈以抗衡蘇聯生產的SS-18等擁有大量多目標重返大氣層載具的洲際彈道飛彈。同時美國也在歐洲開始部屬巡弋飛彈，並且開始了被媒體稱為「星際大戰」的戰略防禦計畫，宣稱將研發可以從太空擊落對方彈道飛彈的技術。隨著美蘇兩方的緊張局勢升溫，以及蘇聯在東歐部屬瞄準西歐的RSD-10中程彈道飛彈，北約決定開始在西德等地部屬MGM-31潘興飛彈。潘興飛彈的部屬，使得北約擁有可以在10分鐘就將核彈頭投射到莫斯科的能力。
然而儘管雷根的軍備擴張，蘇聯並沒有因此而進一步擴軍，由於其本身已經龐大無比的軍事開銷，加上因為中央計畫而效率低落的製造產業和農業，蘇聯本身的經濟情況早已自岌岌可危。而在此同時，沙烏地阿拉伯決定增加石油生產，而其他非OPEC成員國也增加了石油產量，這些因素導致了石油價格在1980年代跌落谷底，以石油輸出為主要收入來源的蘇聯也因此大受影響。計畫經濟的失敗、石油價格跌落、龐大的軍事開銷種種因素加起來，使得蘇聯經濟在1980年代形成了嚴重的停滯

1980年代FEMA推估美蘇全面爆發核戰後美國的受創程度，深紅色代表的是最致命的輻射落塵區域，黃色則是較安全區域

在1983年9月1日，蘇聯空軍擊落了在庫頁島西海岸的大韓航空007號班機，導致機上269人全部罹難，乘客還包括美國眾議員拉里·麦唐诺，蘇聯因此遭到西方國家的一致譴責，并且雷根稱此事件為一場「大屠殺」。雷根也因此大幅度增加軍事佈署，直到後來他與戈巴契夫達成和解共識為止。北約在1983年11月為了模擬核子武器釋放的1983年優秀射手演習則引發了蘇聯的空前反應，使得華約國家部隊的警戒程度大幅提升，蘇聯領導人還認為這可能是美國要發起第一擊核戰的前兆。
在越戰之後，美國民眾對於軍事介入他國紛爭的策略有相當顧忌，雷根政府也因此強調以快速、低成本的反叛亂戰術來介入他國的衝突。在1983年美國介入了黎巴嫩內戰、入侵格瑞那達、轟炸利比亞、支援尼加拉瓜的反共游擊隊。雖然雷根入侵格瑞那達和轟炸利比亞的舉動受到美國輿論支持，不過雷根政府對於尼加拉瓜游擊隊的資金援助後來爆發成為了伊朗門事件。
在此同時蘇聯則忙於應付自身的軍事行動，儘管布里茲涅夫入侵阿富汗時以為衝突會很快結束，然而在美國和其他國家的支援下阿富汗聖戰者猛烈的抵抗蘇聯的占領。蘇聯總共會投入將近100,000人的軍隊以防衛阿富汗的傀儡政權，使得許多觀察者稱阿富汗戰爭為「蘇聯的越戰」，然而，阿富汗戰爭對蘇聯造成的打擊之大卻遠不是越戰可以比較的，因為當時整個蘇聯內部早已陷入經濟停滯和體制的衰敗問題。
雷根是第一位曾公開主張共產主義將會垮台的美國總統，而早在1980年便有一名資深的美國國務院官員預言蘇聯體制的崩解，他認為蘇聯的對外侵略只不過是「反映出蘇聯體制的種種國內危機...就有如熵的減滅原理一般...蘇聯體制只不過是在燃燒自身而非維持其平衡。我們所看到的只不過是在其內部敗壞的同時對外部進行的動作。」

## 尾聲（1985-1991）

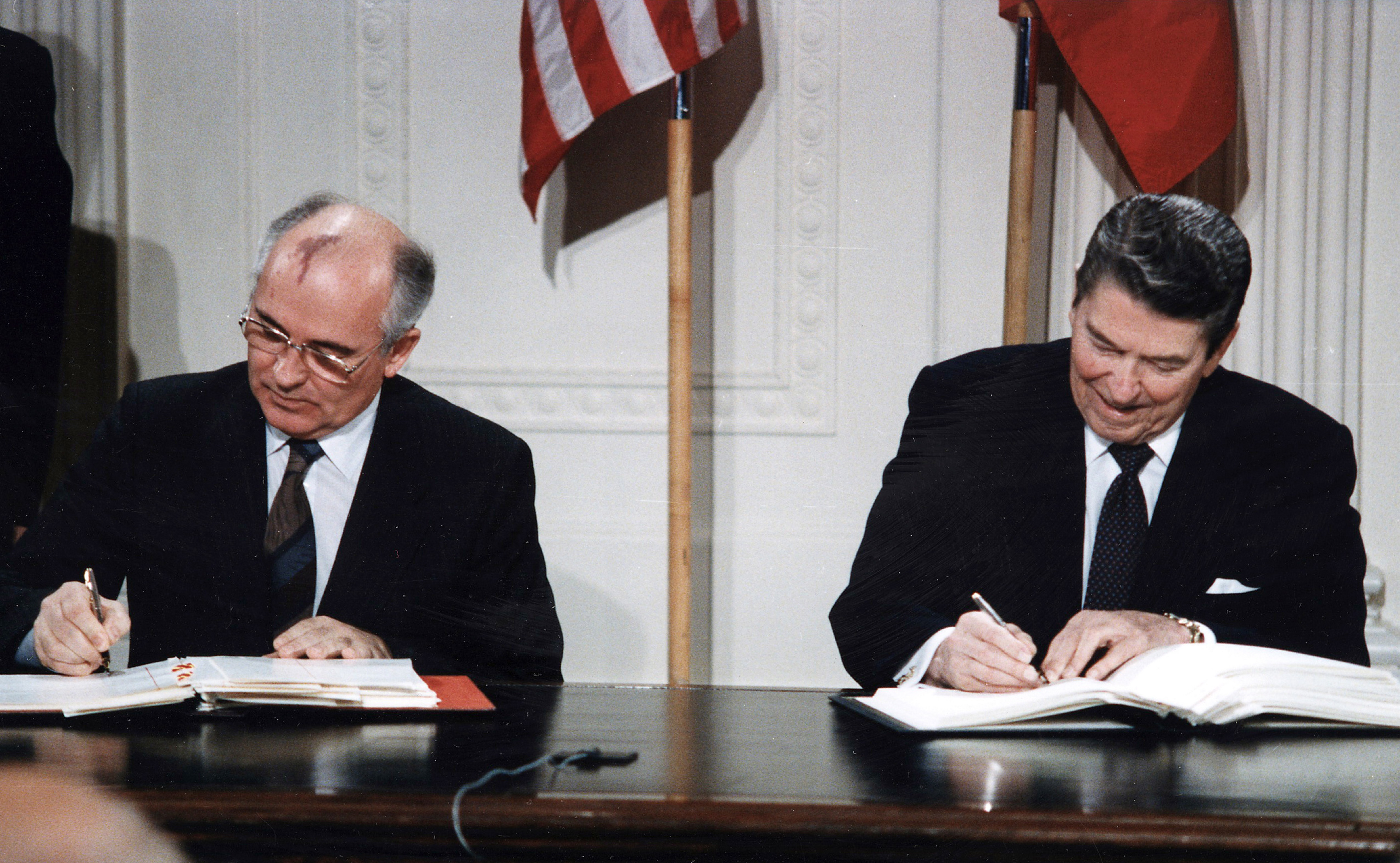
戈巴契夫和雷根一同簽訂中程飛彈條約，1987年

在多年的經濟停滯後，蘇聯黨內新一代的領導人開始浮現，這些年輕的黨員在相對開放的赫魯晓夫時期長大，許多人心中對於體制的改革都暗中抱著期望。儘管歷史學家對其決定性仍抱持著不同的意見，一般都認為雷根在1980年代初採取的強硬派策略和對蘇聯的各種攻勢大幅加快了蘇聯體制的崩壞，並且迫使蘇聯共產黨高層在經歷尤里·安德羅波夫和契爾年科的短暫任期後，選擇年輕的改革派來領導蘇聯，而非延續布里茲涅夫的路線。

### 戈巴契夫改革
在1985年，於蘇聯共產黨內相對年輕的戈巴契夫成為中央委員會總書記，蘇聯的經濟已經陷入停滯，同時因為石油價格的跌落而導致貨幣收入的大減，這些因素逼使戈巴契夫尋求改革的方式來挽救蘇聯。
改革剛開始階段的毫無成效使得戈巴契夫決定擴大體制性的變動，他在1987年6月宣布開始進行經濟改革，放鬆對於生產配額的限制，並且允許私人擁有商業，同時開始開放外國的投資。戈巴契夫希望以這些改革來將國內的資源從原本花在冷戰上的軍事開支轉移到民間產業上。
儘管西方對他改革的誠意一剛開始抱持懷疑態度，戈巴契夫不久便證明他是真心要改變蘇聯的路線以拯救惡化的經濟條件，而非要繼續與西方的軍備競賽。戈巴契夫同時實行了開放政策，允許部分新聞自由、減少對異議人士的迫害、同時增加政府機構的透明性。開放政策的目標是為了改善共產黨高層的腐敗現象、同時減少中央委員會濫用權力。開放政策同時也增加了蘇聯人民與西方世界尤其是美國的接觸，加速了兩國之間的緩和政策。

### 關係解凍

1987年6月12日，雷根訪問西柏林時在勃兰登堡门前发表演说：「戈尔巴乔夫先生，推倒这堵墙！」

雷根對戈巴契夫釋放出的軍事和經濟讓步也以善意回應，答應將重新啟動經濟上的合作討論，並且減少軍備競賽的規模。兩人首先在1985年11月於瑞士日內瓦見面，在僅有一名口譯員參與的私人會談中，兩人一致同意將兩國的核武庫存遽減50%。兩人第二次的會談在冰島的雷克雅維克舉行，會中兩人在大多數議題上都達成共識，直到戈巴契夫談到希望美國終止戰略防禦計畫時，雷根對此拒絕。接著在1987年的第三次會談中，兩人達成協議，簽下了中程飛彈條約，將所有帶有核武彈頭、射程在500至5,500公里之間的中程地基彈道飛彈都給淘汰。
東西方的衝突在1985年之後迅速的降溫，並且在1989年莫斯科的一場會議中，由蘇共中央總書記戈巴契夫和美國總統喬治·赫伯特·沃克·布希簽下了第一階段削減戰略武器條約。到了1990年，蘇聯發現自身對於其他東方集團國家在石油和天然氣的補給加上駐軍的耗費形成了龐大的經濟負擔，除此之外，由於與西方世界的關係改善，也不需要再以這些國家作為緩衝區，也因此蘇聯宣布了辛納屈主義，承諾他們將不會再以武力干預東歐各盟國的內政。
在1989年蘇聯從阿富汗全面撤軍。而在見識到中國六四天安门事件的後果後，戈巴契夫於1990年同意了讓德國統一。在1989年12月3日，由於冷戰的緩和，喬治·赫伯特·沃克·布希在馬爾他的一場會談上宣稱冷戰已經結束了，在隔年蘇聯還在波斯灣戰爭中小規模协助美國對抗伊拉克。

### 東歐劇變

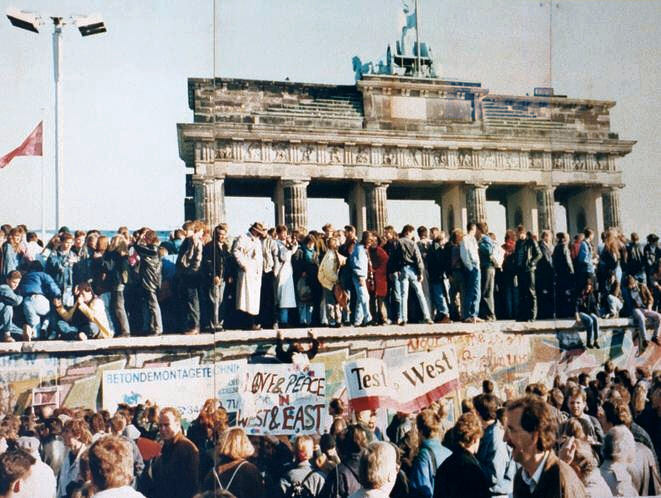
柏林圍牆的倒塌，1989年

到了1989年，蘇聯的聯盟體系已經到達崩潰的邊緣，由於蘇聯本身改革，而又撤去了原本對其衛星國的軍事支援，華沙公約的共產黨領導人開始面臨政治正當性的危機，團結工聯等反抗運動迅速的在東歐國家中獲得廣泛人民支持而形成大趨勢。在1989年，波蘭和匈牙利的共產黨政府首先被迫開放民主的選舉。而在捷克斯洛伐克和東歐，大型的示威抗議則淹沒了共產黨領導人的鎮壓部隊。在保加利亞和羅馬尼亞的共產黨政權也相繼垮台，其中羅馬尼亞革命則是除南斯拉夫以外唯一以流血形式完成的政權更替。東歐的改變是如此的劇烈，美國政府甚至開始擔心區域的穩定性，例如國務卿詹姆斯·貝克便說美國政府不會阻擋蘇聯在幫助民主派的前提下介入羅馬尼亞以減少流血。1989年11月柏林圍牆的倒塌成了東歐民主浪潮的最高點，象徵了共產主義在整個歐洲大陸的全面瓦解，同時也結束了鐵幕對歐洲的分化。1989年的民主浪潮席捲整個歐洲大陸，推翻了所有蘇聯式的共產主義政府，（包括波兰、匈牙利、东德、保加利亚、捷克斯洛伐克、罗马尼亚、南斯拉夫、阿尔巴尼亚）。1990年两德统一后，以苏联为首的华约组织陷入瘫痪，一年后华约组织宣告解散，而以苏联为首的经互会也在1991年6月宣告解散。
而在蘇聯內部，改革開放則弱化了蘇聯本身與其邦聯國的連結，在1990年2月，隨著蘇聯本身的解體，蘇聯共產黨被迫交出獨佔了73年的國家權力。改革開放所帶來的新聞和言論自由，加上原本就已經醞釀多年的民族自決意識，也使得蘇聯其下的眾多加盟國一一脫離莫斯科而去，波羅的海三國則完全脫離了蘇聯，最终苏联政府于1991年9月6日正式承认波罗的海三国的独立。

### 蘇聯解體
剛開始戈巴契夫對待東歐的鬆軟態度並沒有延伸到蘇聯本身，同時蘇聯駐軍也在追求革命的波羅的海三國產生了零星的暴力衝突事件。然而，政治局勢的變動之快，使得蘇聯共產黨和軍隊內部的保守派對戈巴契夫的不滿不斷增加，最後在1991年8月發動了八月政變，企圖推翻戈巴契夫並重新建立威權的中央政府。
八月政變並沒有達成政變者預期的目標，反而引起莫斯科人民的集體反抗，並且在鮑里斯·葉利欽領導下迅速的被擊敗。政變的結果也畫下了蘇聯的終止符，連俄羅斯都威脅要從已經是空架子的蘇聯邦聯裡脫離。1991年11月6日，叶利钦签署总统令，停止苏联共产党在俄罗斯境内的活动，标志着苏共失去执政党地位。1991年12月8日，俄罗斯总统叶利钦、白俄罗斯最高苏维埃主席舒什克维奇以及乌克兰总统克拉夫丘克在白俄罗斯境内的比亚沃维耶扎原始森林内签署别洛韦日协议，宣布三国退出苏联，并成立一个类似英联邦的组织取代苏联。最後在1991年12月21日，剩下的邦聯國一起成立了獨立國家國協，與蘇聯不同的是，俄羅斯領導人稱新的國協的目的只是為了要讓蘇聯加盟共和國可以進行一次「文明的離婚」，同時新的架構也只是一個鬆散的組織，成員國擁有各自的主權。1991年12月25日，戈尔巴乔夫宣布辞去苏联总统一职，苏联最高苏维埃亦在第二天宣布苏联停止存在，世界自此进入后冷战时代。

## 影響

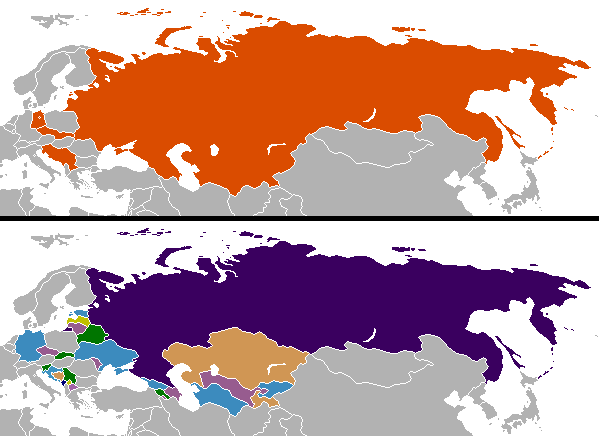
冷战结束后国界的变化。德國統一後，1991年隨著蘇聯和南斯拉夫的解體，先後出現了23個新獨立的主權國家，捷克斯洛伐克也分為兩個主權國家，捷克和斯洛伐克

### 軍事支出
冷戰後，俄羅斯大幅度的減少了其軍事開支，同時前蘇聯下的眾多國家在經濟改革的過程中也造成了不少挫折和數百萬人的失業，資本主義改革過程中引發的經濟衰退甚至還比美國在經濟大恐慌中的衰退還要嚴重。俄罗斯经济在1990年代经历了一波衰退，直接导致俄罗斯政府于1998年宣布无法按时偿还国债外加1997年亚洲金融危机影响引发了1998年俄罗斯金融危机，而俄罗斯经济直到2000年后国际油价上涨才得以恢复增长，但俄罗斯政府一直到2017年才偿还了所有苏联时期的遗留外债。由于俄罗斯军队在1994年第一次车臣战争中糟糕的表现以及横跨整个1990年代的经济衰退，俄罗斯联邦首任总统叶利钦在1999年底辞职时仅剩2%的支持率。冷战后由于西方各国未有在政治及经济協助苏联的继承国俄罗斯转型，北约在这段时间里大力东扩，将众多前东方集团国家收纳进北约，导致美俄关系及俄欧关系无法改善，且北约意图納入独联体国家，间接导致了2008年的俄格战争、2014年的克里米亚危机以及2022年的俄乌战争。
冷戰所留下的影響在現代國際局勢上持續存在。蘇聯解體後，世界成為由美國擔任超級大國领導者的一元世界。冷戰也定義了美國在二戰後的政治角色，到1989年時美國已經與50個國家結盟，並且在世界各地有526,000人規模的海外駐兵，其中326,000人在歐洲，而130,000人在亞洲（大多為駐日美軍和駐韓美軍）。
冷戰同時也是和平時期軍事工業複合體發展的高峰期，同時冷戰中的軍事預算也有大規模的投注在科學的發展上。這種軍工複合體雖然早在19世紀時便已經存在，但在冷戰時成長得最為明顯，並且在20世紀對參與各國的社會、政策、和外交關係產生深遠的影響。
美國在冷戰年代總共花費了約8兆美元的資金在軍事開支上，總共有將近100,000美國人在韓戰和越戰中喪失生命。而在冷战中丧失生命的苏联人总数較難估计，在開支上蘇聯的國防預算對比其國民生產總值則比美國要高出很多。除了兩方在戰場上的軍事傷亡外，在冷戰過程中數百萬人在世界各地「代理國」的戰爭中陸續喪失性命，尤其是在東南亞。
欧洲大部分国家在冷战结束后陆续废除征兵制，改为募兵制。曾經僅有芬兰、瑞士、塞浦路斯等少数欧洲国家还在沿用征兵制，但是在俄羅斯於2014年吞併克里米亞後，立陶宛和瑞典先後恢復徵兵制。

### 政治影響
冷戰後續的影響至今仍沒有辦法輕易消除，在第三世界，許多在冷戰中被激起的經濟和社會上的爭議至今仍沒有平息。而在共產黨政府垮台後，有些地區則因為中央權威消失而出現了新的種族和政治衝突，尤其是前南斯拉夫。在東歐，冷戰的結束使得大量國家開始了一段長時間的繁榮經濟成長，尤其是波蘭、捷克、斯洛伐克和波羅的海國家，在十幾年內便從前鐵幕經濟進入了已開發國家行列。蘇聯解體造就了大量新的自由民主制國家，使得數千萬的人民重享政治自由、宗教自由、新聞自由、言論自由等權利。另一方面，索马里、阿富汗等國家則在脫離強權獨立之後成為了失敗國家。冷战在东亚造成的台海问题和朝鲜半岛分裂问题至今仍然存在，且后者2003年朝鲜核试验后不断在升温，苏联解体后的美俄关系也因美国容許東歐國家加入歐盟和北約成為西方陣營一員，被認為不断对俄罗斯的打压而无法改善。加入了独立国家联合体的国家里仅有少数位于东欧和高加索地区的国家成为民主国家，而大多数前苏联国家如白俄罗斯、哈萨克斯坦、土库曼斯坦、塔吉克斯坦、乌兹别克斯坦、阿塞拜疆等国至今依旧处于威权甚至是极权统治之下。不過這些國家採取平衡的獨立外交，一方面希望擺脫俄羅斯的控制，另一方面在地緣政治上維持美中俄的勢力平衡。
另外，冷戰後期的緩和也影響部份採取高壓統治和以軍人主政的美國盟友，使這些國家或地区也開始先後出現民主化的現象，如西班牙、葡萄牙、希腊、中華民國、大韩民國、智利、阿根廷和巴西等國。但相關國家在美國容許的高壓統治下，陸續出現轉型正義的訴求，而民主化的政府一方面與美國保持密切關係，但亦開始轉為更獨立的外交政策。

### 国家分裂
从第二次世界大战结束至冷战结束，数个单一国家因为冷战期间的东西方意识形态冲突而发生分裂，其中大部分国家在冷战中或结束后实现统一，但仍有少部分国家处于分裂状态。
| 分裂前统一政权                                                         | 分裂后采纳社会主义意识形态的政权 | 分裂后采纳资本主义意识形态的政权               | 分裂原因 | 分裂期间所爆发的冲突        | 现今状态 |
| ---------------------------------------------------------------------- | -------------------------------- | ---------------------------------------------- | --- | --------------------------- | --- |
| 中華民國                                                               | 中华人民共和国                   | 中華民國                                       | 第二次世界大战结束后，中国国民党与中国共产党意图和平解决两党在第一次国共内战与抗日战争期间所产生的实质分裂状态，进行政治协商会议并签订双十协定，然最终谈判破裂，双方爆发第二次国共内战，最终以中国共产党实际控制中国大陆并建立中华人民共和国阶段性告终，中国国民党及执政的南京国民政府迁至台湾地区。 | 第二次国共内战 台湾海峡危机 | 尚未统一 （详见海峡两岸关系、台灣獨立運動与台湾问题）                                                                      |
| 朝鮮人民共和國 大韩民国临时政府 （名义上） 盟军托管朝鲜半島 （实际上） | 朝鮮民主主義人民共和國           | 大韓民國                                       | 第二次世界大战结束后，苏联与美国以北纬38°线为界分别占领日占朝鮮半島。美占区在联合国韩国问题临时委员会的监督下选举出了第一届韩国政府，苏占区随后也成立政府；南北双方均自认为是朝鲜半岛的唯一合法政府，同时对整个朝鲜半岛声称拥有主权，拒绝承认以北纬38度线划分的苏美对日受降分界线为两国边界；在1949年，苏、美占领军先后撤军，分别将各自占领区移交给北、南政府。                                                                                          | 朝鲜战争                    | 韩国方面观点： 尚未统一朝鲜方面观点（2024年）： 南北不同属一国，即不属于分裂关系，并视韩国为“永久敌对”国家（详见朝韩关系） |
| 盟军占领下的德国                                                       | 德意志民主共和国                 | 德意志联邦共和国 与西方三国占领区合并的 西柏林 | 1945年5月8日纳粹德国向盟军宣告无条件投降后，被盟军分别军事占领的德国。盟军将德国分为四个占领区，分别归美、苏、英、法四国管制，并实施民主化、去军事化和去纳粹化。最初盟军曾计划通过盟国管制理事会统一对德国进行管理，但1946到1947年间美英法和苏联关系发生了破裂。1949年5月23日由美、英、法占领区合并成立了德意志联邦共和国，即“西德”，同年10月7日苏联占领区则成立德意志民主共和国，即“东德”。至此，盟军对德国的军事占领宣告结束，而德国则分裂成两个国家， | 柏林危机                    | 已经统一 · 现今政权： 德国 · （详见两德统一）                                                                              |
| 法属印度支那 · （ 越南國）                                             | 越南民主共和国                   | 越南共和国                                     | 因法屬印度支那解体，日内瓦会议决定以一七线划分南北越南。 | 法越战争越南战争            | 已经统一 · 现今政权： 越南 · （详见越南战争）                                                                              |
| 法属印度支那 · （ 老挝王國）                                           | 巴特寮                           | 老挝王國                                       | | 寮國內戰                    | 已经统一 · 现今政权： · （详见老挝内战）                                                                                   |
| 法属印度支那 · （ 柬埔寨王国）                                         | 紅色高棉                         | 高棉共和國                                     | | 柬埔寨内战                  | 已经统一 · 现今政权： 柬埔寨 · （详见柬埔寨内战）                                                                          |
| 南阿拉伯聯邦 南阿拉伯保护国                                            | 也门民主人民共和国               | 阿拉伯也门共和国                               | | 葉門內戰                    | 已经统一 · 现今政权： 葉門 · （详见也门统一）                                                                              |

## 史學
在「冷戰」一詞因蘇聯和美國的戰後對立出現之後，對冷戰的研究包括了其根源、發展、和衝突細節等等，都成為歷史學家、政治學家及記者之間爭論的主題。歷史學家對於是哪方應該對戰後的美蘇關係惡化負起責任仍然有主要爭議，同時兩大強權的衝突是否可以在某年或某處避免也是討論的焦點。
儘管在學界對於冷戰起源地討論相當複雜而多元，主要的歷史觀可以被分為三個主要的學派，這三個用以研究冷戰的歷史學觀點分別為：正統理論（orthodox）、修正主義理論（revisionism）、以及後修正主義（post-revisionism）。
正統理論將發動冷戰的責任歸咎於蘇聯，認為蘇聯在二戰結束時於東歐的擴張是導致冷戰的主因。修正主義則強調美國也應該對戰後衝突的爆發負起責任，認為美國在二戰結束前便已開始主動的孤立和對立蘇聯。後修正主義則認為冷戰的起因更為複雜，並且強調以更平衡的角度分析冷戰究竟發生了什麼事。大多數與冷戰有關的歷史學著作都是以三個學派中的其中兩個或全部三個學派作為解釋的框架，儘管純粹修正主義的解釋已經在很大程度上被拋棄。

## 流行文化

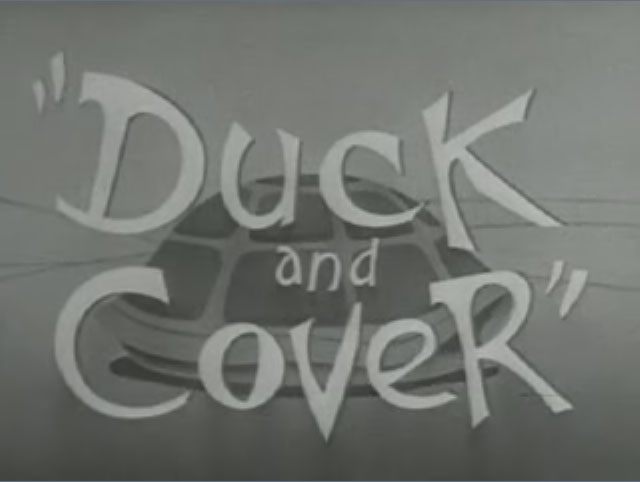
美國政府製作的「臥倒並掩護」宣導電影

冷戰對期間數十年的大眾文化產生深遠的影響，尤其是核子戰爭和間諜戰等題材，都一直在音樂、電影、小說、電視劇和其他媒體中出現。由於蘇聯體制在文化上的審查，官方的宣傳和文化機構往往以誇大現況的穩定與和平作為一貫題材，也因此蘇聯文化對冷戰的描寫並沒有如美國一般注重核戰的危險和兩大勢力的對立。而另一方面，美國大眾文化則對於冷戰中的眾多事件，包括紅色恐慌、美蘇的間諜活動、越戰、和核戰爭等題材上產生大量的文化產品。許多作品是以冷戰直接作為背景，其他人則以冷戰中的人事物作為架空的靈感來源。
除此之外，冷戰中的雙方也利用各種媒體作為宣傳媒介。1951年美國政府製作的知名影片《臥倒並掩護》便企圖宣導民防的概念，教導民眾如何應對原子彈的攻擊。美國國務院還試著以自由奔放而隨興的爵士樂作為展現美國民主文化的方式，在1956年開始定期到蘇聯巡迴表演直到1970年代。除此之外，搖滾樂也對成為美國對蘇聯心戰的途徑之一，從自由歐洲電台、美國之音等電台向東歐播放的搖滾樂成為鐵幕下年輕世代嚮往西方文化和自由的抒發媒介。
芭蕾舞也成為美蘇兩國在藝術舞台上競爭的主要場合之一，兩方都對彼此的國家芭蕾舞團提供了大量的資源，企圖以芭蕾舞來「贏得民心」。除了芭蕾以外，兩國還在各種棋藝、數學比賽以及逐屆的奧運上不斷較量，也加深了國際上兩國競爭的表象。此外，冷戰也被用來比喻人與人之間緊張與對峙的關係。
《決勝時刻：黑色行動》是2010年由Treyarch製作並由美國動視發售的一款第一人稱射擊遊戲 。劇情設定為冷戰時期，拍攝地點有越南、香港、古巴、蘇聯、美國和烏拉山脈。

### 引用
1. ↑  Kort, Michael. . Columbia University Press. 2001: 3.
2. ↑  Geiger, Till. . Ashgate Publishing. 2004: 7.
3. ↑  Orwell, George, The Observer, 1946-03-10 , https://theguardian.newspapers.com/image/257765290/?terms=George%20Orwell&match=1 （页面存档备份，存于）
4. ↑  Gaddis 2005，第54頁
5. ↑  'Bernard Baruch coins the term "Cold War" （页面存档备份，存于）', history.com, 1947-04-16. Retrieved on 2008-07-02.
6. ↑  Strobe Talbott: The Great Experiment: The Story of Ancient Empires, Modern States, and the Quest for a Global Nation (2009) p.441 n.3.
7. 1 2 3  Gaddis 1990，第57頁
8. ↑  Palmieri 1989，第62頁
9. ↑  Tucker 1992，第46頁
10. ↑  Tucker 1992，第47–8頁
11. 1 2 3 4 5 6 7  Halliday 2001，第2e頁
12. ↑  Tucker 1992，第74頁
13. ↑  Tucker 1992，第75頁
14. ↑  Tucker 1992，第98頁
15. 1 2 3 4 5 6 7 8 9 10 11 12 13 14  LaFeber 1991，第194–197頁
16. ↑  Tim Tzouliadis. . The Penguin Press. 2008. ISBN 978-1-59420-168-4.
17. ↑  Heller, 2006, p. 19.
18. 1 2  George C. Herring Jr., Aid to Russia, 1941–1946: Strategy, Diplomacy, the Origins of the Cold War (Columbia University Press, 1973).
19. ↑  Weeks 2004, p. 107.
20. ↑  Gaddis 1990，第151–153頁
21. 1 2 3  Gaddis 2005，第13–23頁
22. ↑  Gaddis 1990，第156頁
23. ↑  Gaddis 2005，第7頁
24. ↑  Gaddis 1990，第176頁
25. ↑  Max Frankel, "Stalin's Shadow," New York Times 2012-11-21 （页面存档备份，存于） reviewing Anne Applebaum, Iron Curtain: The Crushing of Eastern Europe, 1944–1956 (2012), p. 7-9.
26. ↑  Heller, 2006, p. 27.
27. 1 2  Plokhy 2010
28. 1 2  Gaddis 2005，第21頁
29. ↑  Zubok 1996，第94頁
30. ↑  Gaddis 2005，第22頁
31. ↑  Bourantonis 1996，第130頁
32. ↑  Garthoff 1994，第401頁
33. 1 2 3 4 5 6 7 8  Byrd, Peter. . McLean, Iain; McMillan, Alistair  (编). . Oxford University Press. 2003  [2008-06-16]. ISBN 0-19-280276-3.
34. ↑  Alan Wood, p. 62
35. 1 2  Gaddis 2005，第25–26頁
36. ↑  LaFeber 2002，第28頁
37. ↑  Roberts 2006，第43頁
38. 1 2 3  Wettig 2008，第21頁
39. 1 2 3  Senn, Alfred Erich, Lithuania 1940 : revolution from above, Amsterdam, New York, Rodopi, 2007 ISBN 978-90-420-2225-6
40. ↑  Roberts 2006，第55頁
41. ↑  Shirer 1990，第794頁
42. 1 2  Schmitz, David F. . Whiteclay Chambers, John  (编). . Oxford University Press. 1999  [2008-06-16]. ISBN 0-19-507198-0.[]
43. ↑  Wettig 2008，第96–100頁
44. ↑  van Dijk, Ruud, Encyclopedia of the Cold War, Volume 1, p. 200. Taylor & Francis, 2008. ISBN 978-0-415-97515-5
45. ↑  Grenville 2005，第370–71頁
46. ↑  Cook 2001，第17頁
47. ↑  Black et al. 2000，第63頁
48. ↑  Roht-Arriaza 1995，第83頁
49. 1 2 3  Gaddis 2005，第34頁
50. ↑  Gaddis 2005，第100頁
51. ↑  Gaddis 2005，第40頁
52. ↑  Fenton, Ben. "The secret strategy to launch attack on Red Army", telegraph.co.uk, 1998-10-01. Retrieved 2008-07-23.
53. ↑  Schecter 2003，第152–154頁
54. ↑  Kydd 2005，第107頁
55. ↑  Gaddis 2005，第30頁
56. ↑  Morgan, Curtis F. . James F. Byrnes Institute.   [2008-06-09]. （原始内容存档于2008-07-05）.
57. ↑  Gaddis 2005，第94頁
58. ↑  Harriman, Pamela C. . Winston Churchill Centre. Winter 1987–1988  [2008-06-22]. （原始内容存档于2007-10-15）.
59. 1 2 3  Gaddis 2005，第32頁
60. ↑  Carabott & Sfikas 2004，第66頁
61. ↑  Gaddis 2005，第27頁
62. 1 2  Gaddis 2005，第28–29頁
63. ↑  Gaddis 2005，第38頁
64. ↑  Hahn 1993，第6頁
65. ↑  Higgs 2006，第137頁
66. ↑  Moschonas & Elliott 2002，第21頁
67. ↑  Andrew, Christopher; Mitrokhin, Vasili. . Basic Books. 2000: 276.
68. 1 2  .   [2013-05-26]. （原始内容存档于2013-05-28）.
69. ↑  Crocker, Hampson & Aall 2007，第55頁
70. 1 2  Miller 2000，第16頁
71. ↑  Gaddis 1990，第186頁
72. ↑  . Time. 1947-07-28  [2008-05-28]. （原始内容存档于2013-08-28）.
73. 1 2 3 4 5 6 7 8 9 10 11 12  Karabell 1999，第916頁
74. ↑  Gaddis 2005，第105–106頁
75. ↑  Wettig 2008，第86頁
76. ↑  Patterson 1997，第132頁
77. ↑  Miller 2000，第19頁
78. ↑  Gaddis 2005，第162頁
79. ↑  Cowley 1996，第157頁
80. 1 2  Miller 2000，第13頁
81. 1 2  Miller 2000，第18頁
82. ↑  Miller 2000，第31頁
83. ↑  Gaddis 2005，第33頁
84. ↑  Miller 2000，第65–70頁
85. ↑  Turner, Henry Ashby, The Two Germanies Since 1945: East and West, Yale University Press, 1987, ISBN 978-0-300-03865-1, page 29
86. ↑  Fritsch-Bournazel, Renata, Confronting the German Question: Germans on the East-West Divide, Berg Publishers, 1990, ISBN 978-0-85496-684-4, page 143
87. ↑  Miller 2000，第26頁
88. ↑  Miller 2000，第180–81頁
89. ↑  Van Dijk, Rudd.  The 1952 Stalin Note Debate:  Myth or Missed Opportunity for German Reunification? （页面存档备份，存于）  Woodrow Wilson International Center for Scholars. Cold War International History Project, Working Paper 14, May 1996.
90. ↑  Turner 1987，第23頁
91. ↑  . Encyclopædia Britannica. 2011  [2011-05-07]. （原始内容存档于2012-03-09）.
92. ↑  O'Neil, Patrick. . Routledge. 1997: 15–25. ISBN 0-7146-4765-9.
93. ↑  James Wood, p. 111
94. ↑  Puddington 2003，第131頁
95. 1 2  Puddington 2003，第9頁
96. 1 2  Puddington 2003，第7頁
97. ↑  Puddington 2003，第10頁
98. ↑  Cummings, Richard H. . Jefferson, N.C.: McFarland & Co. 2010  [2013-05-26]. ISBN 978-0-7864-4410-6. （原始内容存档于2013-05-26）.
99. ↑  Gaddis 2005，第105頁
100. ↑  （長春圍困造成大饑荒，其愈西柏林同時封鎖）Gaddis 2005，第39頁
101. ↑  Gaddis 2005，第164頁
102. 1 2 3  Gaddis 2005，第212頁
103. ↑  Stokesbury, James L. . New York: Harper Perennial. 1990: 14. ISBN 0-688-09513-5.
104. ↑  David Dallin, Soviet Foreign Policy After Stalin (J. B. Lippincott, 1961), p60.
105. ↑  Douglas J. Macdonald, "Communist Bloc Expansion in the Early Cold War," International Security, Winter 1995-6, p180.
106. ↑  John Lewis Gaddis, We Know Now: Rethinking Cold War History (Oxford University Press, 1997), p71.
107. ↑  Sergei N. Goncharov, John W. Lewis and Xue Litai, Uncertain Partners: Stalin, Mao and the Korean War (Stanford University Press, 1993), p213
108. ↑  William Stueck, The Korean War: An International History (Princeton University Press, 1995), p69.
109. ↑  Malkasian 2001，第16頁
110. ↑  Fehrenbach, T. R., This Kind of War: The Classic Korean War History, Brasseys, 2001, ISBN 978-1-57488-334-3, page 305
111. ↑  Isby & Kamps 1985，第13–14頁
112. ↑  Cotton, James. . Manchester University Press ND. 1989: 100. ISBN 0-7190-2984-8.
113. ↑  Oberdorfer, Don, The Two Koreas: A Contemporary History, Basic Books, 2001, ISBN 978-0-465-05162-5, page 10–11
114. ↑  No, Kum-Sok and J. Roger Osterholm, A MiG-15 to Freedom: Memoir of the Wartime North Korean Defector who First Delivered the Secret Fighter Jet to the Americans in 1953, McFarland, 1996, ISBN 978-0-7864-0210-6
115. ↑  Hastings, Max. . New York: Simon & Schuster. 1988: 89–90  [2013-05-26]. ISBN 0-671-66834-X. （原始内容存档于2013-05-25）.
116. ↑  Karabell, p. 916
117. ↑  Gaddis 2005，第107頁
118. ↑  "We Will Bury You! （页面存档备份，存于）", Time magazine, 1956-11-26. Retrieved 2008-06-26.
119. ↑  Gaddis 2005，第84頁
120. ↑  Tompson 1997，第237–239頁
121. 1 2 3 4  Palmowski
122. ↑  Feldbrugge, p. 818
123. ↑  . BBC News. 1956-11-04  [2008-06-11]. （原始内容存档于2008-04-07）.
124. ↑  UN General Assembly Special Committee on the Problem of Hungary (1957) Chapter IV. E (Logistical deployment of new Soviet troops), para 181 (p. 56)PDF（1.47 MB）
125. ↑   (PDF). The 1956 Hungarian Revolution, A History in Documents. George Washington University: The National Security Archive. 2002-11-04  [2006-09-02]. （原始内容存档 (PDF)于2006-09-08）.
126. ↑  Cseresnyés, Ferenc. . The Hungarian Quarterly (Society of the Hungarian Quarterly). Summer 1999, XL (154): 86–101.
127. ↑  "On This Day 1989-06-16: Hungary reburies fallen hero Imre Nagy" （页面存档备份，存于） British Broadcasting Corporation (BBC) reports on Nagy reburial with full honors. Retrieved 2006-10-13.
128. ↑  Gaddis 2005，第70頁
129. ↑  Perlmutter 1997，第145頁
130. ↑  Njolstad 2004，第136頁
131. ↑  Breslauer, p. 72
132. 1 2  Lendvai, Paul. . Princeton University Press. 2008: 196. ISBN 0-691-13282-8.
133. ↑  Gaddis 2005，第71頁
134. ↑  Glees, pp. 126–27
135. ↑  Cameron‏, p. 156
136. ↑  Gaddis 2005，第121–124頁
137. ↑  Edelheit, p. 382
138. ↑  Towle, Philip. . Charles Townshend  (编). . New York, USA: Oxford University Press. 2000: 160  [2011-08-12]. ISBN 0-19-285373-2.
139. ↑  Mark J. Gasiorowski and Malcolm Byrne Mohammad Mosaddegh and the 1953 Coup in Iran, Syracuse University Press, May 2004. ISBN 978-0-8156-3018-0, p. 125.
140. ↑  James S. Lay, Jr.  (PDF). George Washington University. 1952-11-20  [2007-11-07]. （原始内容存档 (PDF)于2014-06-17）. Statement of policy proposed by the National Security Council
141. ↑  Walter B. Smith, Undersecretary.  (PDF). George Washington University. 1953-03-20  [2007-11-07]. （原始内容存档 (PDF)于2015-01-16）.
142. ↑   (PDF). George Washington University. March 1953  [2007-11-07]. （原始内容存档 (PDF)于2014-06-17）.
143. ↑  Watson, Cynthia A. . Santa Barbara, California: ABL-CLIO. 2002: 118  [2013-05-26]. ISBN 978-1-57607-598-2. （原始内容存档于2013-05-26）.
144. ↑  Stone, The Atlantic and Its Enemies (2010) pp 199, 256
145. ↑  Bulmer-Thomas, V. . Cambridge: Cambridge University Press. 1987: 142  [2013-05-26]. ISBN 978-0-521-34284-1. （原始内容存档于2013-11-11）.
146. ↑  Roadnight, Andrew. . New York: Palgrave Macmillan. 2002. ISBN 0-333-79315-3.
147. ↑  Gaddis 2005，第126頁
148. 1 2  Gaddis 2005，第142頁
149. ↑  Kempe, Frederick. . Penguin Group (USA). 2011: 42. ISBN 0-399-15729-8.
150. ↑  Lüthi, pp. 273–276
151. ↑  Gaddis 2005，第140–142頁
152. ↑  Lackey, p. 49
153. ↑  . BBC News. 1957-10-04  [2008-06-11]. （原始内容存档于2020-03-09）.
154. ↑  Klesius, Michael. . Air & Space. 2008-12-19  [2009-01-07]. （原始内容存档于2009-06-12）.
155. ↑  Blumberg, Arnold. . Westport, Connecticut: Greenwood Press. 1995: 23–24  [2013-05-26]. ISBN 978-0-313-28751-0. （原始内容存档于2013-05-26）.
156. ↑  Lechuga Hevia, Carlos. . Melbourne, Australia: Ocean Press. 2001: 142  [2013-05-26]. ISBN 978-1-876175-34-4. （原始内容存档于2013-11-11）.
157. ↑  Dominguez 1989，第22頁
158. 1 2  Smith, Joseph. . Oxford: Blackwell. 1998: 95  [2013-05-26]. ISBN 978-0-631-19138-4. （原始内容存档于2013-05-25）.
159. ↑  Dowty 1989，第114頁
160. ↑  Harrison 2003，第99頁
161. ↑  Dowty 1989，第122頁
162. ↑  Gaddis 2005，第114頁
163. ↑  Pearson 1998，第75頁
164. 1 2  Zubok, Vladislav M. (1994). "Unwrapping the Enigma: What Was Behind the Soviet Challenge in the 1960s?". In Diane B. Kunz (Ed.), The Diplomacy of the Crucial Decade: American Foreign Relations During the 1960s （页面存档备份，存于）. New York: Columbia University Press. p. 158–159. ISBN 978-0-231-08177-1.
165. ↑  Jones, Howard. . Lanham: Rowman & Littlefield. 2009: 122  [2013-05-26]. ISBN 978-0-7425-6454-1. （原始内容存档于2013-05-25）.
166. ↑  James G. Blight (2002), Cuba on the Brink: Castro, the Missile Crisis, and the Soviet Collapse, Rowman & Littlefield, p. 252.
167. ↑  Gaddis 2005，第82頁
168. ↑  Gaddis 2005，第80頁
169. ↑  National Research Council Committee on Antarctic Policy and Science, p. 33
170. 1 2 3  Gaddis 2005，第119–120頁
171. ↑  Hardt & Kaufman 1995，第16頁
172. ↑  Menon‏, Anand. . Palgrave Macmillan. 2000: 11. ISBN 0-312-22931-3.
173. ↑  Crawley p.431
174. ↑  Ello (ed.), Paul (April 1968). Control Committee of the Communist Party of Czechoslovakia, "Action Plan of the Communist Party of Czechoslovakia (Prague, April 1968)" in Dubcek's Blueprint for Freedom: His original documents leading to the invasion of Czechoslovakia. William Kimber & Co. 1968, pp 32, 54
175. ↑  Von Geldern, James; Siegelbaum, Lewis. . Soviethistory.org.   [2008-03-07]. （原始内容存档于2009-08-17）.
176. 1 2  Gaddis 2005，第150頁
177. ↑  . BBC News. 1968-08-21  [2008-06-10]. （原始内容存档于2008-07-21）.
178. ↑  Čulík, Jan. . Britské Listy.   [2008-01-23]. （原始内容存档于2007-09-28）.
179. 1 2  Gaddis 2005，第154頁
180. ↑  Karen Dawisha,“The 1968 Invasion of Czechoslovakia: Causes, Consequences, and Lessons for the Future”in Soviet-East European Dilemmas: Coercion, Competition, and Consent ed. Karen Dawisha and Philip Hanson (New York, NY: Homs and Meier Publishers Inc, 1981), p 10.
181. ↑  Gaddis 2005，第153頁
182. ↑  Sandle, Mark; Bacon, Edwin. . Palgrave Macmillan. 2002: 45. ISBN 0-333-79463-X.
183. ↑  Kozinski, A. (1991). The Dark Lessons of Utopia. The University of Chicago Law Review, 575-594.
184. ↑  Kotz, David Michael; Weir, Fred. . Routledge. 1997: 48  [2013-05-26]. ISBN 978-0-415-14317-2. （原始内容存档于2014-07-29）.
185. ↑  H. W. Brands, "The Limits of Manipulation: How the United States Didn’t Topple Sukarno," Journal of American History, December 1989, p. 803.
186. ↑  Qiang Zhai, China and the Vietnam Wars, 1950–1975 (University of North Carolina Press, 2000), p135; Gen. Oleg Sarin and Col. Lev Dvoretsky, Alien Wars: The Soviet Union's Aggressions Against the World, 1919 to 1989 (Presidio Press, 1996), pp 93–4.
187. ↑  Demma, , , iBiblio,   [2013-05-26], （原始内容存档于2012-07-04）
188. ↑  Dmitry Mosyakov, "The Khmer Rouge and the Vietnamese Communists: A History of Their Relations as Told in the Soviet Archives," in Susan E. Cook, ed., Genocide in Cambodia and Rwanda (Yale Genocide Studies Program Monograph Series No. 1, 2004), p 54.
189. ↑  Chandler, David 2000, Brother Number One: A Political Biography of Pol Pot, Revised Edition, Chiang Mai, Thailand: Silkworm Books, pp. 96–7.
190. ↑  Heuveline, Patrick (2001). "The Demographic Analysis of Mortality in Cambodia." In Forced Migration and Mortality, eds. Holly E. Reed and Charles B. Keely. Washington, D.C.: National Academy Press.
191. ↑  Marek Sliwinski, Le Génocide Khmer Rouge: Une Analyse Démographique (L'Harmattan, 1995).
192. ↑  Banister, Judith, and Paige Johnson (1993). "After the Nightmare: The Population of Cambodia." In Genocide and Democracy in Cambodia: The Khmer Rouge, the United Nations and the International Community, ed. Ben Kiernan. New Haven, Conn.: Yale University Southeast Asia Studies.
193. ↑  Theory of the Global State: Globality as Unfinished Revolution by Martin Shaw, Cambridge University Press, 2000, pp 141, ISBN 978-0-521-59730-2
194. ↑  . BBC. BBC. 2003-09-08  [2011-01-25]. （原始内容存档于2017-07-09）.
195. ↑  Stone, p. 230
196. 1 2  Grenville, J.A.S. & Bernard Wasserstein (1987). Treaties of the Twentieth Century: A History and Guide with Texts （页面存档备份，存于）, Volume 2. London and New York: Methuen. ISBN 978-0-416-38080-4.
197. ↑  Kumaraswamy, p. 127
198. ↑  Friedman, p. 330
199. 1 2  Erlich, Reese. . Sausalito, California: PoliPoint Press. 2008: 84–86  [2013-05-26]. ISBN 978-0-9815769-7-8. （原始内容存档于2013-05-26）.
200. ↑  Ioannis Mantzikos, "U. S. foreign policymaking toward Ethiopia and Somalia (1974–1980) （页面存档备份，存于）", African Journal of Political Science and International Relations 4(6), June 2010.
201. ↑  Dallek, Robert (2007), p. 144.
202. ↑  Gaddis 2005，第149–152頁
203. ↑  Buchanan, pp. 168–169
204. 1 2  . BBC News. 1972-05-22  [2008-06-10]. （原始内容存档于2012-10-23）.
205. ↑  . Richard Nixon Presidential Library.   [2009-03-27]. （原始内容存档于2009-08-27）.
206. ↑  Gaddis 2005，第188頁
207. ↑  Gaddis 2005，第186頁
208. ↑  Gaddis 2005，第178頁
209. ↑  . BBC News. 2008-06-18  [2008-06-10]. （原始内容存档于2008-04-27）.
210. ↑  John P. Diggins. . W. W. Norton. 2007: 210  [2013-05-26]. ISBN 978-0-393-06022-5. （原始内容存档于2013-05-25）.
211. ↑  Michael Cox. . University Press of America. 1990: 18  [2013-05-26]. ISBN 978-0-8191-7865-7. （原始内容存档于2013-05-26）.
212. ↑  Hussain 2005，第108–109頁
213. ↑  Meher 2004，第68–69, 94頁
214. ↑  Kalinovsky 2011，第25–28頁
215. ↑  Gaddis 2005，第211頁
216. ↑  Allen, Richard V. . Hoover.org.   [2011-11-03]. （原始内容存档于2011-05-01）.
217. ↑  Gaddis 2005，第189頁
218. 1 2  Gaddis 2005，第197頁
219. ↑  Graebner Norman A., Richard Dean Burns & Joseph M. Siracusa (2008). Reagan, Bush, Gorbachev: Revisiting the End of the Cold War （页面存档备份，存于）. Westport, Connecticut: Greenwood Press. p. 76. ISBN 978-0-313-35241-6.
220. 1 2  Singh, Bilveer (1995). "Jemaah Islamiyah". In Wilson John & Swati Parashar (Eds.) Terrorism in Southeast Asia: Implications for South Asia （页面存档备份，存于）. Singapore and Delhi: ORF-Pearson-Longman. p. 130. ISBN 978-81-297-0998-1.
221. ↑  Stöver, Bernd. "Rollback: an offensive strategy for the Cold War," in Detlef Junker, ed. United States and Germany in the era of the Cold War, 1945 to 1990, A handbook: volume 1: 1945--1968 (2004) pp. 97–102.
222. ↑  Thomas Carothers. . U. of California Press. 1993: 113–15  [2013-05-26]. （原始内容存档于2013-06-10）.
223. ↑  Vladislav Martinovich Zubok. A failed empire: the Soviet Union in the Cold War from Stalin to Gorbachev (2007) p. 275.
224. ↑  Henze‏, p. 171
225. ↑  Aleksander Smolar, '"Self-limiting Revolution": Poland 1970-89', in Adam Roberts and Timothy Garton Ash (eds.), Civil Resistance and Power Politics: The Experience of Non-violent Action from Gandhi to the Present （页面存档备份，存于）, Oxford University Press, 2009, ISBN 978-0-19-955201-6, pp. 127-43.
226. ↑  Tony Judt. . The Penguin Press. 2005: 589.
227. ↑  30 lat po Sierpniu'80: "Solidarność zakładnikiem własnej historii" （页面存档备份，存于） Retrieved on 7 June 2011
228. 1 2  Gaddis 2005，第219–222頁
229. 1 2  LaFeber 2002，第332頁
230. ↑  Towle, Philip. . : 159.
231. ↑  LaFeber 2002，第335頁
232. ↑  Odom 2000，第1頁
233. ↑  LaFeber 2002，第340頁
234. ↑  King, D. C., & Karabell, Z. (2003). The generation of trust: Public confidence in the US military since Vietnam. Aei Press.
235. ↑  Carliner‏, Geoffrey; Alberto Alesina‏. . University of Chicago Press. 1991: 6. ISBN 0-226-01281-6.
236. ↑  . Federation of American Scientists. 2000-08-15  [2007-04-10]. （原始内容存档于2007-04-15）.
237. ↑  Lakoff, p. 263
238. ↑  Gaddis 2005，第202頁
239. ↑  Garthoff, p. 88
240. ↑  Lebow, Richard Ned and Janice Gross Stein. . The Atlantic. February 1994  [2010-05-28]. （原始内容存档于2011-04-18）.
241. 1 2 3  Gaidar 2007 pp. 190–205
242. ↑  Gaidar, Yegor. . The Institute for the Economy in Transition.   [2008-03-15]. （原始内容存档于2011-10-01）.
243. ↑  "Official Energy Statistics of the US Government （页面存档备份，存于）", EIA —International Energy Data and Analysis. Retrieved on 2008-07-04.
244. ↑  Hardt & Kaufman 1995，第1頁
245. ↑  Talbott, Strobe; Hannifin, Jerry; Magnuson, Ed; Doerner, William R.; Kane, Joseph J. . Time. 1983-09-12  [2008-06-08]. （原始内容存档于2008-06-12）.
246. ↑  Gaddis 2005，第228頁
247. 1 2  LaFeber 2002，第323頁
248. ↑  Reagan, Ronald. Foner, Eric; Garraty, John Arthur , 编. . Houghton Mifflin Books. 1991  [2008-06-16]. ISBN 0-395-51372-3.
249. 1 2  LaFeber 2002，第314頁
250. ↑  Dobrynin 2001，第438–439頁
251. ↑  Maynes 1980，第1–2頁
252. ↑  Skinner, K. K. (2008). Turning points in ending the Cold War (Vol. 538). Hoover Institution Press.
253. ↑  Pipes, Richard. (1995). Misinterpreting the Cold War: The Hard-Liners Had it Right. Foreign Affairs, 154-160.
254. 1 2  LaFeber 2002，第331–333頁
255. 1 2  Gaddis 2005，第231–233頁
256. ↑  LaFeber 2002，第300–340頁
257. ↑  Gibbs 1999，第7頁
258. ↑  Gibbs 1999，第33頁
259. ↑  Gibbs 1999，第61頁
260. 1 2  Gaddis 2005，第229–230頁
261. ↑  1985: "Superpowers aim for 'safer world'" （页面存档备份，存于）, BBC News, 1985-11-21. Retrieved on 2008-07-04.
262. ↑  . The New York Times. 1988-05-29  [2008-06-21]. （原始内容存档于2010-10-12）.
263. ↑  . Federation of American Scientists.   [2008-06-21]. （原始内容存档于2008-07-24）.
264. ↑  Gaddis 2005，第255頁
265. 1 2  Shearman 1995，第76頁
266. 1 2  Gaddis 2005，第248頁
267. 1 2  Gaddis 2005，第235–236頁
268. ↑  Shearman 1995，第74頁
269. ↑  Malta summit ends Cold War （页面存档备份，存于）, BBC News, 1989-12-03. Retrieved 2008-06-11.
270. ↑  Goodby, p. 26
271. ↑  Gaddis 2005，第247頁
272. ↑  Garthoof, Raymond L. "The Great Transition: American-Soviet Relations and the End of the Cold War" (Washington: Brookings Institution, 1994).
273. ↑  Lefeber, Fitzmaurice & Vierdag 1991，第221頁
274. ↑  Sakwa 1999，第460頁
275. ↑  Gaddis 2005，第253頁
276. ↑  Goldgeier, p. 27
277. ↑  Kendall, Bridget. . Bbc.co.uk. 2011-08-17  [2013-03-30]. （原始内容存档于2013-03-09）.
278. ↑  O'Clery, Conor. (2011) Moscow 1991-12-25: The Last Day of the Soviet Union. Transworld Ireland. ISBN 978-1-84827-112-8, p 14.
279. ↑  Soviet Leaders Recall 'Inevitable' Breakup Of Soviet Union （页面存档备份，存于）, Radio Free Europe/Radio Liberty, 2006-12-08. Retrieved 2008-05-20.
280. ↑  Åslund, p. 49
281. ↑  Nolan, pp. 17–18
282. ↑  Country profile: United States of America （页面存档备份，存于）. BBC News. Retrieved 2007-03-11
283. ↑  Nye, p. 157
284. ↑  Blum 2006，第87頁
285. 1 2  . http://www.pbs.org. 2004-10-26  [2010-11-30]. （原始内容存档于2011-05-15）. 外部链接存在于|publisher= (帮助)
286. ↑  Duke, Simón. . Oxford University Press. 1989: 175. ISBN 0-19-829132-9.
287. 1 2 3 4 5  Calhoun, Craig. . . Oxford University Press. 2002  [2008-06-16]. ISBN 0-19-512371-9.[]
288. ↑  Pavelec, Sterling Michael. . ABC-CLIO. 2009: xv–xvi. ISBN 1-59884-187-4.
289. ↑  LaFeber 2002，第1頁
290. ↑  Gaddis 2005，第213頁
291. ↑  Gaddis 2005，第266頁
292. ↑  . 自由時報電子報. 2018-01-28  [2018-04-29]. （原始内容存档于2018-04-29）.
293. ↑  Nashel, Jonathan. . Whiteclay Chambers, John  (编). . Oxford University Press. 1999  [2008-06-16]. ISBN 0-19-507198-0.[]
294. ↑  Hogan, Michael J. . Reviews in American History. 1987, 15 (3): 493–498. JSTOR 2702050.
295. ↑  Brooks, Jeffrey. (2000). Thank you, comrade Stalin!: Soviet public culture from revolution to Cold War. Princeton Book Company Publishers. p, 246.
296. ↑  . （原始内容存档于2014-09-10）.
297. ↑  Troiëtìskiæi, A. (1988). Back in the USSR: the true story of rock in Russia. Faber and Faber (Boston), p 54.
298. ↑  Caute,David. The Dancer Defects: The Struggle for Cultural Supremacy During the Cold War ,Published by Oxford University Press, 2003,pg.611-613
299. ↑  . 中華民國教育部重編國語辭典修訂本.   [2019-12-29]. （原始内容存档于2020-02-28） （中文（臺灣））.
300. ↑  . Kotaku. 2010-04-30  [2010-04-28] （英语）.

## 外部連結
檔案庫
- Cold War 喬治城大學的冷戰多媒體檔案
- The Cold War International History Project (CWIHP)（页面存档备份，存于） 威爾遜中心的冷戰專題
- The Cold War Files（页面存档备份，存于） 冷戰人事物檔案
- Aerial Intelligence during the Cold War（页面存档备份，存于） 艾森豪威尔總統圖書館的檔案
- Ronald Reagan Presidential Library （页面存档备份，存于） 里根總統圖書館

新聞檔案
- 冷戰時期的多媒體新聞檔案（页面存档备份，存于） BBC提供的收藏